# Belgie
Belgie , plným názvem Belgické království, je stát v severozápadní Evropě. Na severu sousedí s Nizozemskem, na východě s Německem, na jihovýchodě s Lucemburskem, na jihozápadě s Francií a na severozápadě se Severním mořem. Sever země je nížinatý a rovinatý, na jihu se nacházejí hornaté Ardeny, klima je mírné oceánské. Belgie se dělí na tři regiony se značnou autonomií: Vlámsko, Valonsko a Bruselský region; na ploše asi 31 000 km² žije 11,8 milionu obyvatel, což z ní činí 6. nejhustěji osídlenou zemi Evropy. Hlavním městem a největší metropolitní oblastí je Brusel, dalšími velkými městy jsou Antverpy, Gent, Charleroi a Lutych. Většinu obyvatel tvoří Belgičané. Belgie je domovem dvou hlavních jazykových společenství: Vlámského společenství, které tvoří asi 60 % obyvatelstva, a Francouzského společenství, které tvoří asi 40 % obyvatelstva. Ve východních kantonech existuje malé německy mluvící společenství. Region hlavního města Bruselu je oficiálně dvojjazyčný v francouzštině a nizozemštině. Necelá polovina populace se hlásí ke křesťanství.
Centrální poloha Belgie od středověku znamenala, že tato oblast byla relativně prosperující a obchodně i politicky propojená se svými většími sousedy. Dnešní podoba země vznikla po belgické revoluci v roce 1830, kdy se oddělila od Spojeného království nizozemského, k němuž bylo po Vídeňském kongresu v roce 1815 připojeno jižní Nizozemsko (zahrnující většinu dnešní Belgie). Název zvolený pro nový stát je odvozen od latinského slova Belgium, které bylo použito v "galských válkách" Julia Caesara k popisu nedalekého regionu v období kolem roku 55 př. n. l. Belgie byla také dějištěm bojů evropských mocností a vysloužila si přezdívku "bojiště Evropy", přičemž tuto pověst posílily ve 20. století obě světové války.
Belgie se podílela na průmyslové revoluci a v průběhu 20. století vlastnila řadu kolonií v Africe. V letech 1885-1908 se Svobodný stát Kongo, který byl v soukromém vlastnictví belgického krále Leopolda II., potýkal s rozsáhlými krutostmi a nemocemi; po protestech veřejnosti v Evropě Belgie toto území anektovala jako kolonii. Belgická koloniální říše získala nezávislost v letech 1960-1962. Druhá polovina 20. století byla poznamenána rostoucím napětím mezi nizozemsky a francouzsky mluvícími občany, které bylo živeno jazykovými a kulturními rozdíly a nerovnoměrným hospodářským rozvojem Vlámska a Valonska. Tento přetrvávající antagonismus vedl k několika dalekosáhlým státním reformám, jejichž výsledkem byl přechod od unitárního k federálnímu uspořádání v letech 1970-1993. Navzdory reformám napětí přetrvává; země se potýká se silnými separatistickými náladami mezi Vlámy, s kontroverzními jazykovými zákony a s roztříštěnou politickou scénou, která po federálních volbách v roce 2010 vyústila v rekordních 589 dní bez sestavení vlády.
Belgie je konstituční lidovou monarchií a federální parlamentní demokracií, hlavou státu je král, zákonodárnou moc má dvoukomorový federální parlament. Belgie je vyspělou zemí s vyspělou vysokopříjmovou ekonomikou. V indexu lidského rozvoje zaujímá 12. místo na světě. Nezaměstnanost ve Valonsku je více než dvakrát vyšší než ve Vlámsku, které po druhé světové válce zažívalo rozmach. Belgie je jedním ze šesti zakládajících členů Evropské unie a její hlavní město Brusel je také de facto jejím hlavním městem. Belgie je také zakládajícím členem eurozóny, Severoatlantické aliance (NATO), OECD a Světové obchodní organizace, Beneluxu a schengenského prostoru. V Bruselu také sídlí řada významných mezinárodních organizací, například NATO.

## Název
Název Belgie vychází z římské provincie Gallia Belgica. Tuto severovýchodní část Galie obývaly kmeny keltského (tj. Belgové) a germánského (tj. Germani cisrhēnani) původu. V 18. století bylo francouzské přídavné jméno belge nebo belgique považováno za ekvivalent nizozemského „holandský“; například krátce existující nezávislý belgický stát z roku 1790 se ve francouzštině nazýval États belgiques unis a v nizozemštině se obvykle nazýval Verenigde Nederlandse Staten. Později se používání belge a belgique stále více omezovalo na jižní Nizozemsko, dnešní Belgii.

## Dějiny

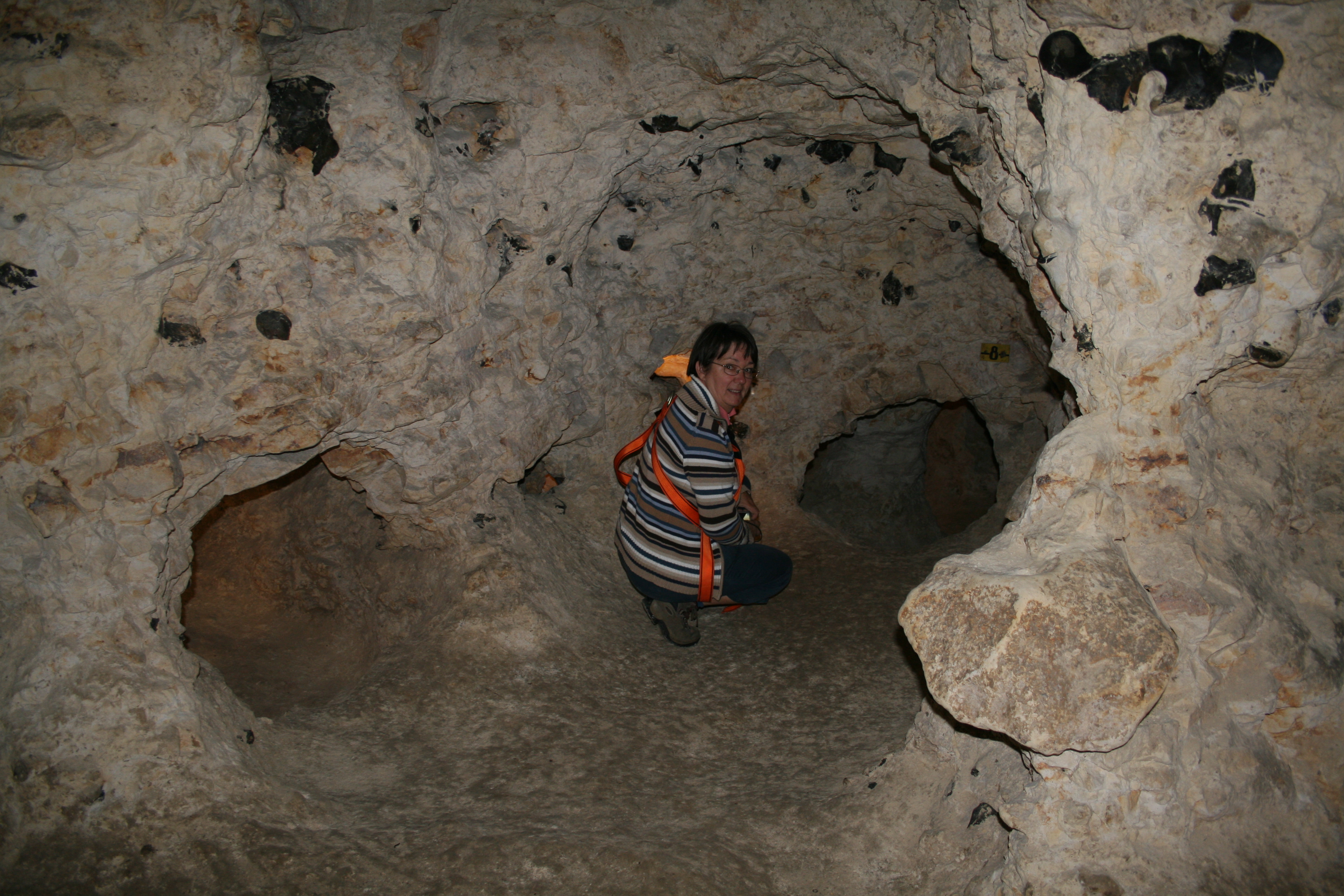
Pazourkové doly ve Spiennes

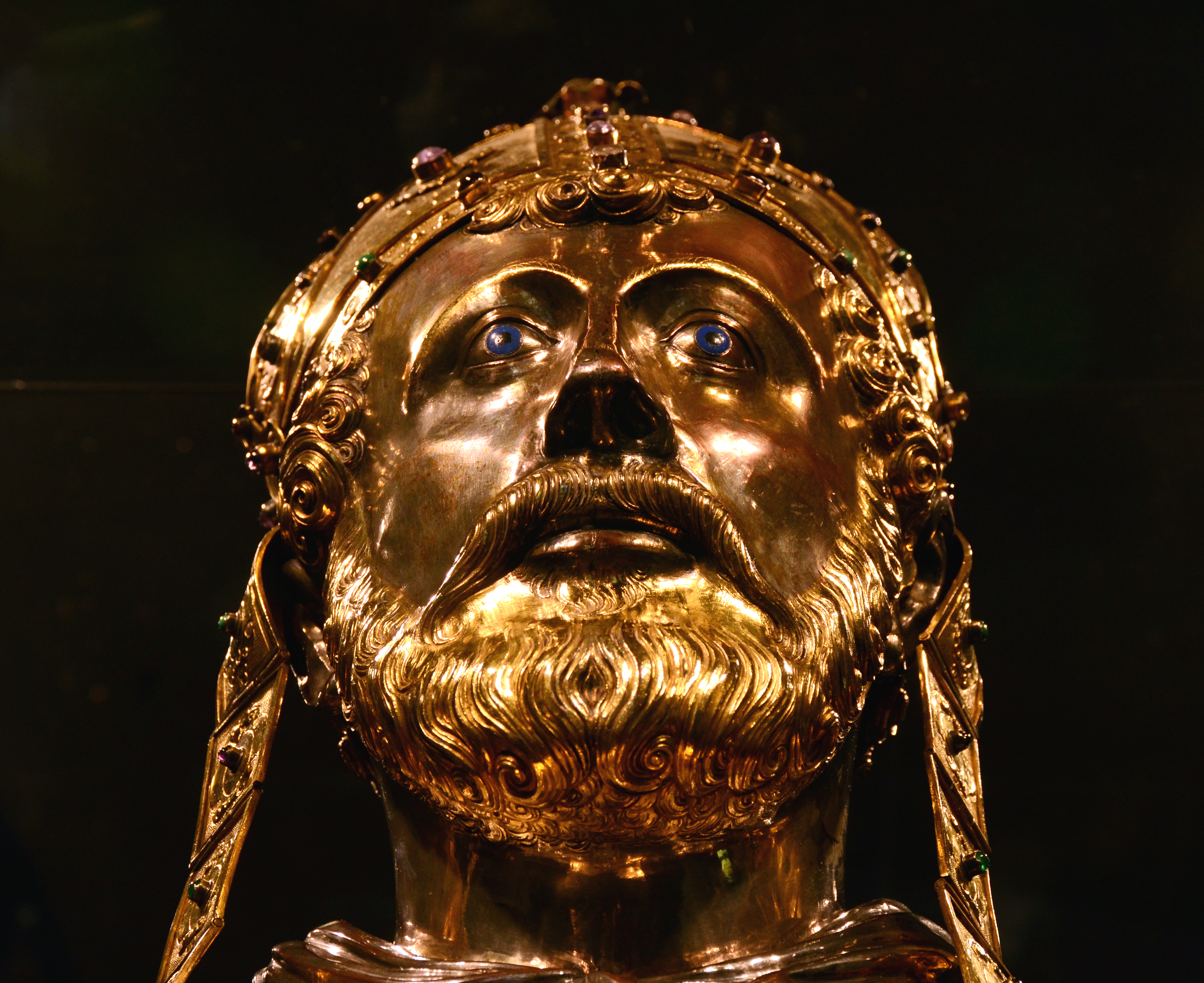
Servác z Tongeren

Na území Belgie, nedaleko městečka Engis, byly v letech 1829–30 objeveny vůbec první pozůstatky lidského druhu, který pak získal jméno podle pozdějších objevů v údolí Neandertal v Německu – člověk neandrtálský. Neandrtálci žili na území Belgie již 100 000 let př. n. l.

V neolitu zasahovala na belgické území kultura s lineární keramikou. Specifické na jejích projevech v Belgii bylo jinde nepříliš obvyklé opevňování vesnic zdmi. K nejcennějším pozůstatkům po této kultuře patří doly ve Spiennes, kde neolitičtí obyvatelé těžili pazourky, a které byly roku 2000 zapsány na seznam světového kulturního dědictví UNESCO. První zemědělskou kulturou na území Belgie byla michelsberská kultura.

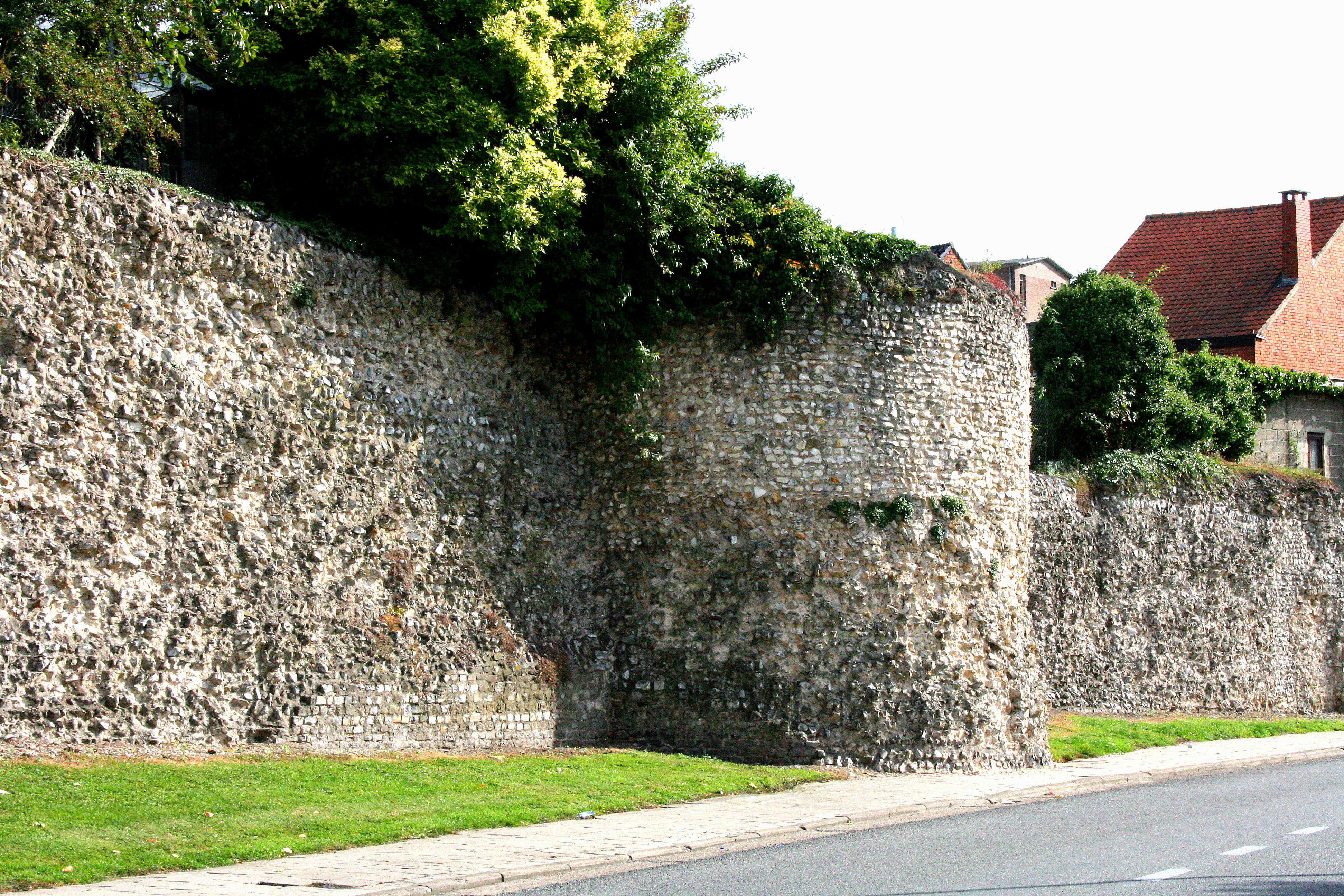
Zeď z římských časů ve městě Tongeren (Římany zvaném Atuatuca)

Na konci doby bronzové, okolo roku 1750 př. n. l., území začaly osidlovat keltské kmeny. V dobách římské říše byly tyto kmeny, nacházející se v oblasti mezi Severním mořem, Rýnem, Seinou a Marnou (tj. na jihu dnešního Nizozemska, v Belgii, severní Francii a na západě Německa), označovány latinským slovem Belgae, tedy Belgové. Odtud pochází název státu Belgie. Z genetického výzkumu však vyplývá, že dnešní Belgičané mají s dávnými Belgy pramálo společného. V letech 59 – 52 př. n. l. si Belgy podrobil římský vůdce Julius Caesar a připojil jejich území k Římské říši. Ve svých zápiscích přitom Belgy označil za „nejstatečnější z Galů”. V roce 27 př. n. l. byla z území Belgů vytvořena provincie Gallia Belgica s hlavním městem v Remeši. Část dnešního belgického území spadala i do římské provincie Germania Inferior.
V letech 406–407 pak území dnešní Belgie osídlil germánský kmen Franků. Severní část dnešního území se velmi germanizovala, zatímco na jihu zůstali latinsky hovořící Galořímané - to byl prapočátek současného jazykového rozštěpení země. V roce 450 Frankové expandovali do Galie, kde založili Franskou říši, jejíž součástí byla i Belgie. Během 7. století byla Belgie christianizována, přičemž klíčovou úlohu sehrál Servác z Tongeren.
Po rozpadu Franské říše Karla Velikého došlo k rozdělení belgického území mezi západofranskou říši Karla Holého a říši Lothara I. Hranici mezi oběma říšemi tvořil tok řeky Šeldy. Později se většina Belgie, včetně východních Flander, stala součástí Svaté říše římské, zatímco většina Flander byla lénem francouzského krále. 
V průběhu středověku se oblast postupně rozdrobila na množství drobných feudálních států (Brabantské vévodství, Flanderské hrabství, Dolní Lotrinsko ad.). Nicméně ve 14. a 15. století řadu z nich sjednotili burgundští vévodové. V roce 1477 Karel Smělý zahynul v bitvě u Nancy, čímž burgundští vévodové vymřeli. Belgii a vůbec celé Nizozemí zdědili Habsburkové. Vzniklo Habsburské Nizozemí, v 16. století nazývané Sedmnáct provincií, to poté, co řada z jeho součástí získala jistou autonomii, na území dnešní Belgie zejména Lutyšské knížecí biskupství.

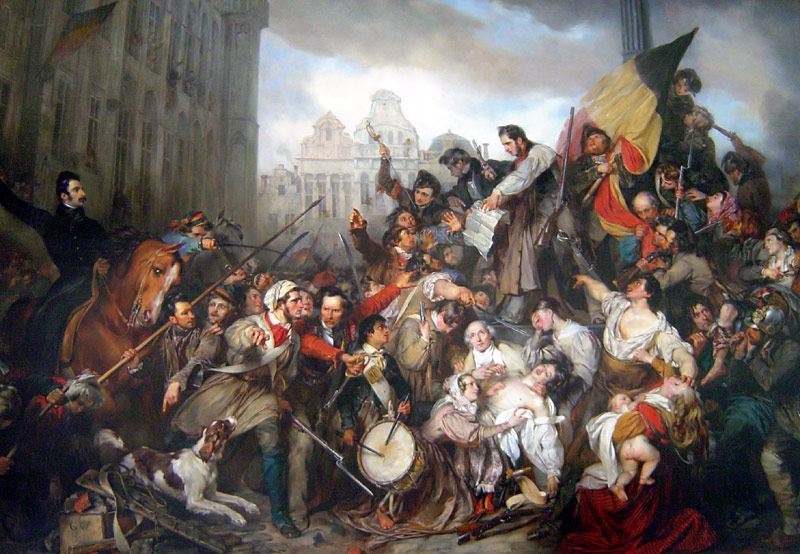
Výjev z Belgické revoluce

Ke klíčovému zlomu došlo za Osmdesátileté války (1568–1648), která se v posledních třiceti letech kryla i s třicetiletou válkou (1618–1648). Zatímco severní Nizozemí si dokázalo uchovat nezávislost, jeho jižní část, dnešní Belgie, byla dobyta Španěly a připadla španělské, později rakouské větvi Habsburků. Na konci 18. století se během napoleonských válek Belgie nakrátko zmocnili Francouzi. Roku 1815, po Napoleonově porážce u Waterloo na současném belgickém území, se Belgie stala součástí Spojeného království nizozemského. Po 15 letech, v roce 1830, však vypukla v bruselském operním domě La Monnaie revoluce, která vedla ke vzniku samostatného Belgického království, které se stalo nezávislou a neutrální konstituční monarchií. Jako první belgický král usedl na trůn o rok později Leopold I. Nizozemci a velmoci uznali Belgii londýnskou smlouvou z roku 1839.

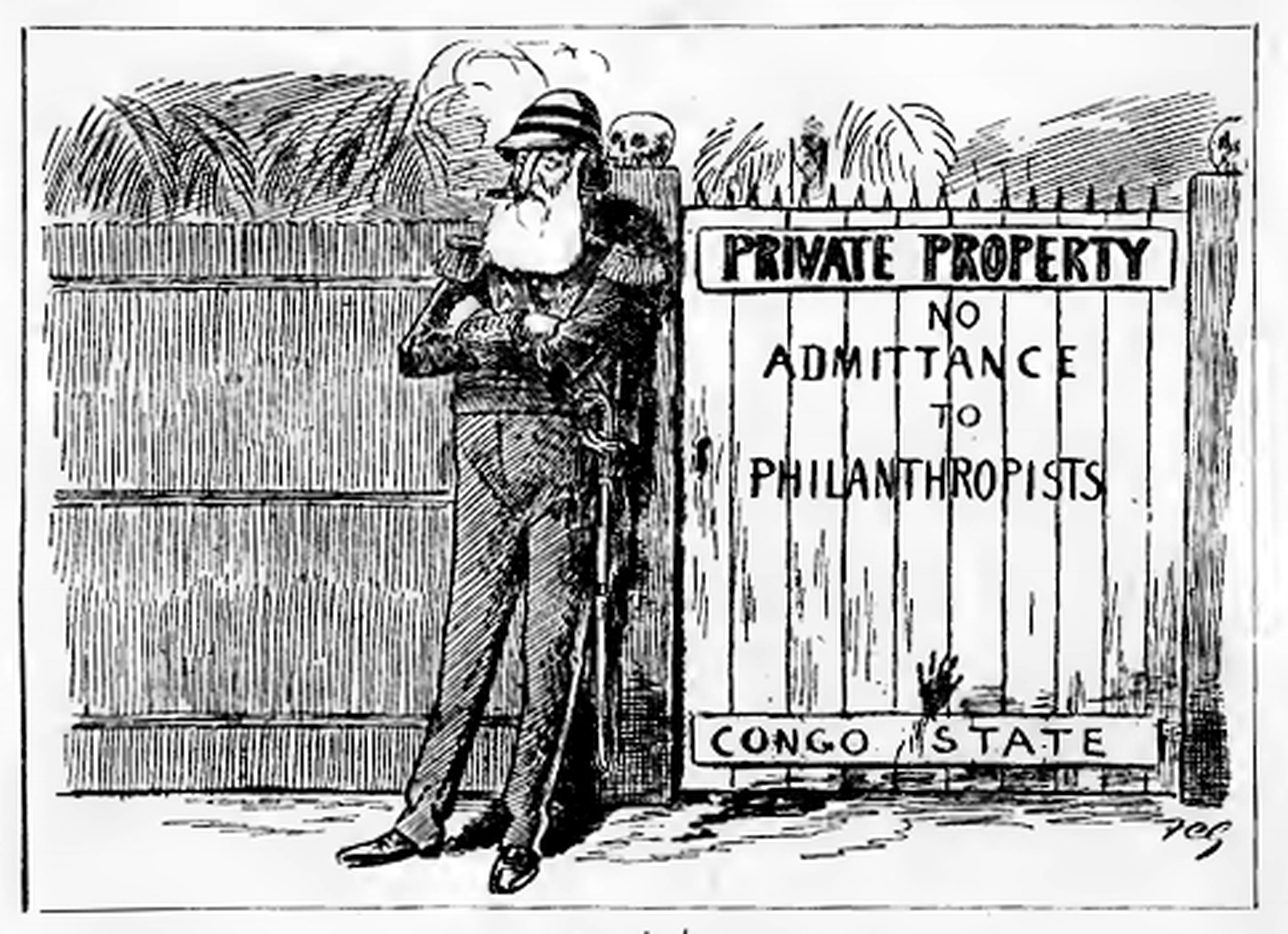
Britská karikatura krále Leopolda II.

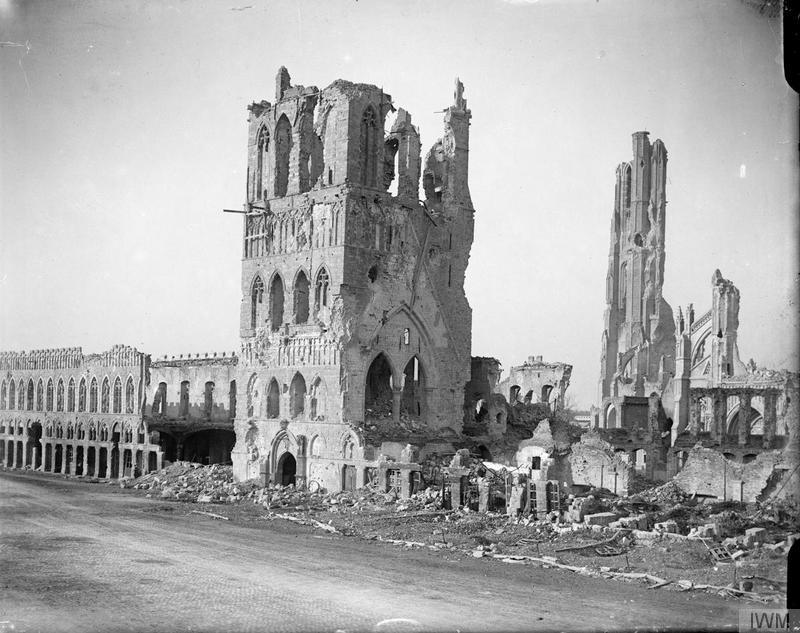
Zničené město Ypry, 1918

Berlínská konference z roku 1885 darovala africké území nazvané Svobodný stát Kongo belgickému králi Leopoldovi II. jakožto jeho osobní državu. Tím začala jedna z nejkontroverznějších kapitol belgických dějin. V Kongu byla zavedena nucená práce domorodců a Leopold II. žádal po Konžanech plnění tvrdých kvót na výrobu slonoviny a kaučuku. Jejich plnění bylo vymáháno brutálními metodami, které ve svém souhrnu připomínaly genocidu. Odhaduje se, že během Leopoldovy tyranie zemřelo téměř 10 milionů Afričanů, mnozí z nich podlehli nemocem jako neštovice nebo spavá nemoc, které se v Konžské pánví začaly šířit v důsledku kolonizace. Statisíce lidí byly vystaveny trestu useknutí ruky. Mezinárodní kritika přiměla krále Leopolda II. roku 1908 svou osobní državu předat belgickému státu se statusem „klasické“ kolonie. Od té doby byla nazývána Belgické Kongo. Belgická vyšetřovací komise z roku 1919 odhadla, že počet obyvatel Konga se za belgické vlády snížil na polovinu počátečního stavu. Během první světové války Belgičané z území Konga obsadili také území Ruanda-Urundi (dnešní Rwandu a Burundi), které tehdy bylo kolonií Německého císařství. V roce 1924 jim Společnost národů toto území svěřila do koloniální správy. 
Během první světové války byla Belgie přes svoji deklarovanou neutralitu napadena Německem, v rámci Schlieffenova plánu útoku na Francii obchvatem. Velká část bojů na západní frontě se odehrála v západních částech Belgie. Počáteční měsíce války jsou někdy nazývány „znásilnění Belgie“ kvůli řadě německých excesů. Belgie během okupace též čelila potravinové krizi. Mezinárodní pomoc zorganizoval budoucí americký prezident Herbert Hoover. Jeho organizace nakonec sytila až 10 milionů lidí denně. Často je to označováno za jeden z nejpozoruhodnějších humanitárních výkonů v dějinách. V závěru války se na území Belgie odehrála i neblaze proslulá bitva u Yper, kde byl prvně užit bojový plyn yperit.
Po válce, v níž Němci nakonec prohráli, získala Belgie krom některých německých kolonií v Africe i dva pruské okresy Eupen a Malmédy, a tedy i německy mluvící menšinu, již má na svém území dosud. V roce 1921 byla založena Belgicko-lucemburská ekonomická unie (v účinnost vešla v roce 1922). Spolupráce mezi těmito státy se projevovala např. vytvořením měnové unie, kdy bylo možno používat až do zavedení eura belgický frank na lucemburském území a naopak.

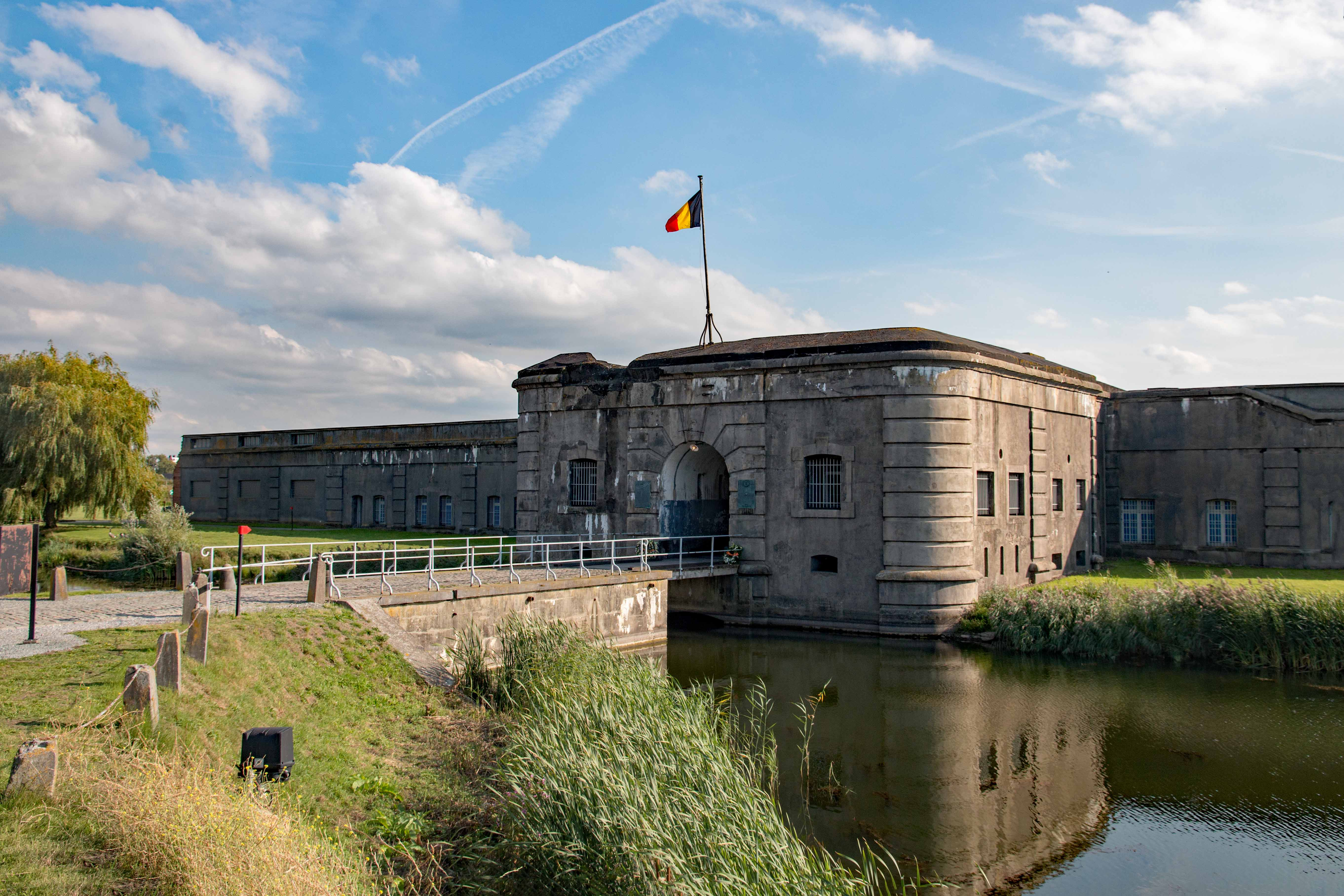
Pevnost Breendonk, místo nacistických krutostí

Německé síly vtrhly do země znovu v květnu 1940. Přes 40 000 Belgičanů (více než polovina byli Židé) bylo během následné okupace zabito. Neblaze proslula bývalá pevnost v Breendonku, nedaleko Mechelenu, kterou nacisté použili k věznění Židů, politických vězňů a odbojářů. Belgický odboj mj. zorganizoval evakuaci asi 14 000 spojeneckých letců na Gibraltar. Navíc, belgické Kongo sehrálo také značnou roli jako zásobárna surovin, včetně uranu - uran použitý v projektu Manhattan a v atomových bombách vypuštěných Američany na Hirošimu a Nagasaki pocházel právě odtud. Po válce přinutila generální stávka krále Leopolda III., aby abdikoval, neboť mnoho Belgičanů se domnívalo, že během války spolupracoval s Němci. Nahradil ho jeho syn Baudouin I.

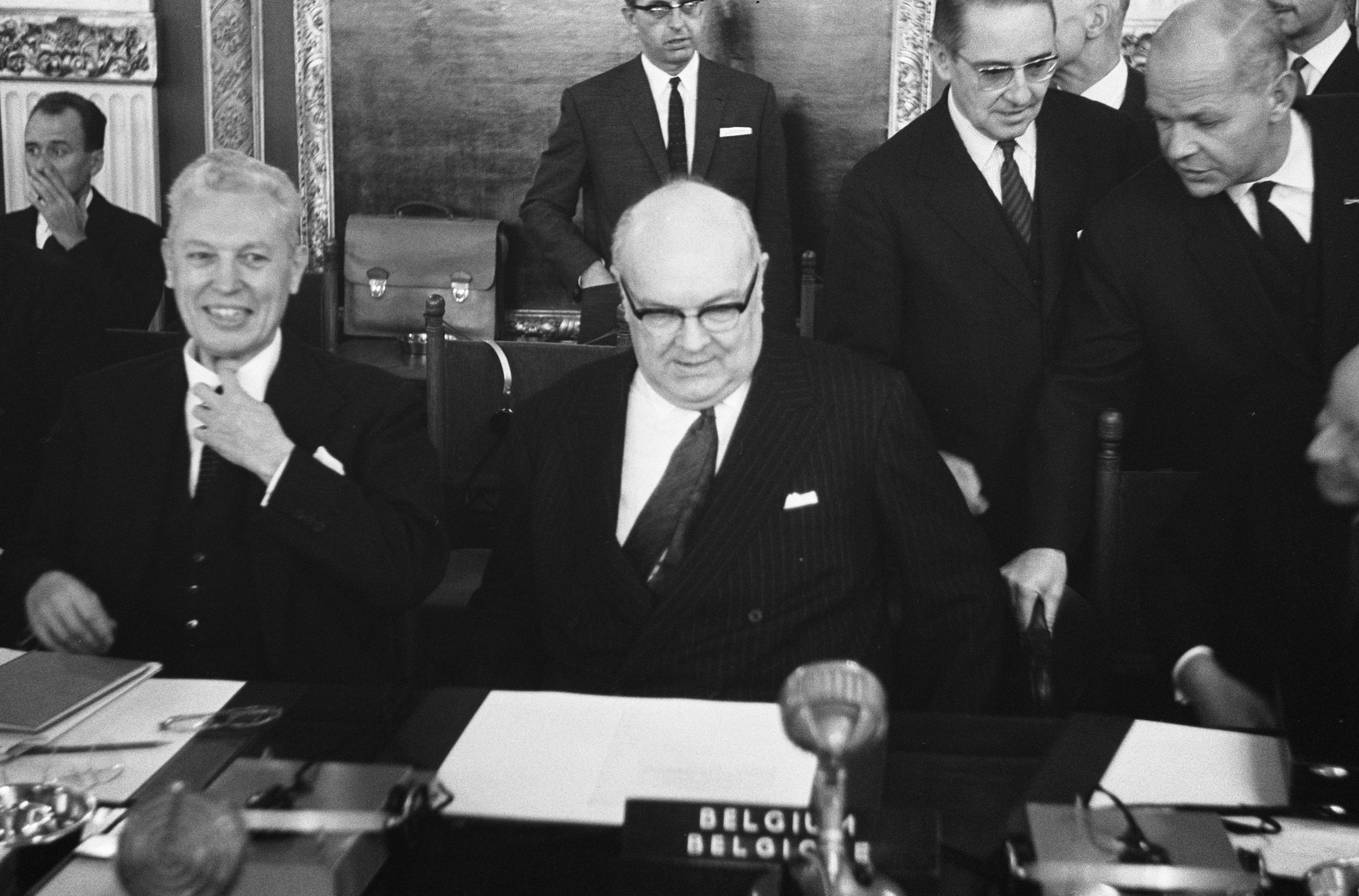
Belgický premiér a jeden z otců evropské integrace Paul-Henri Spaak

Již roku 1944 byla vytvořena Beneluxská celní unie, v roce 1960 byla nahrazena Beneluxskou ekonomickou unií. V roce 1949 byla Belgie zakládajícím členem NATO. Stala se rovněž zakládajícím členem Evropského společenství uhlí a oceli (ESUO) v roce 1951, Evropského společenství pro atomovou energii (Euratomu) a Evropského hospodářského společenství (EHS) v roce 1957, které daly základ budoucí Evropské unii. Klíčovou osobností počátku integračního procesu, jak beneluxského, tak západoevropského, byl mnohonásobný belgický ministr zahraničí a premiér Paul-Henri Spaak. Belgičtí politici se posléze díky belgické angažovanosti v evropském integračním procesu, a ovšem také díky vytrénovanosti v umění komplikovaného kompromisu (vzhledem k vícenásobnému rozštěpu belgické politické scény od 60. let) stali velmi úspěšní v získávání vysokých postů v evropských institucích: Jean Rey byl předsedou Evropské komise (1967-1970), Herman Van Rompuy prvním stálým prezidentem Evropské unie (2009–2014), Jean Duvieusart a Victor Leemans předsedy Evropského parlamentu.
Od konce druhé světové války postupoval rychle proces dekolonizace. Belgické Kongo získalo nezávislost v roce 1960 a Ruanda-Urundi o dva roky později. Kongo v roce 1960 opustilo téměř 100 000 Evropanů včetně většiny státních úředníků. Belgičtí důstojníci podporovali separatisty z Katangy a podíleli se na zavraždění prvního konžského premiéra Patrice Lumumby.
Poválečné belgické ekonomice silně pomohl americký Marshallův plán. Třicet poválečných let pak bylo ve znamení mimořádného ekonomického růstu, jednoho z nejvyšších v západní Evropě. Začalo se hovořit o belgickém hospodářském zázraku. Růst však nebyl rovnoměrný, týkal se zejména Flander, které rychle předčily kdysi blahobytnější Valonsko. 

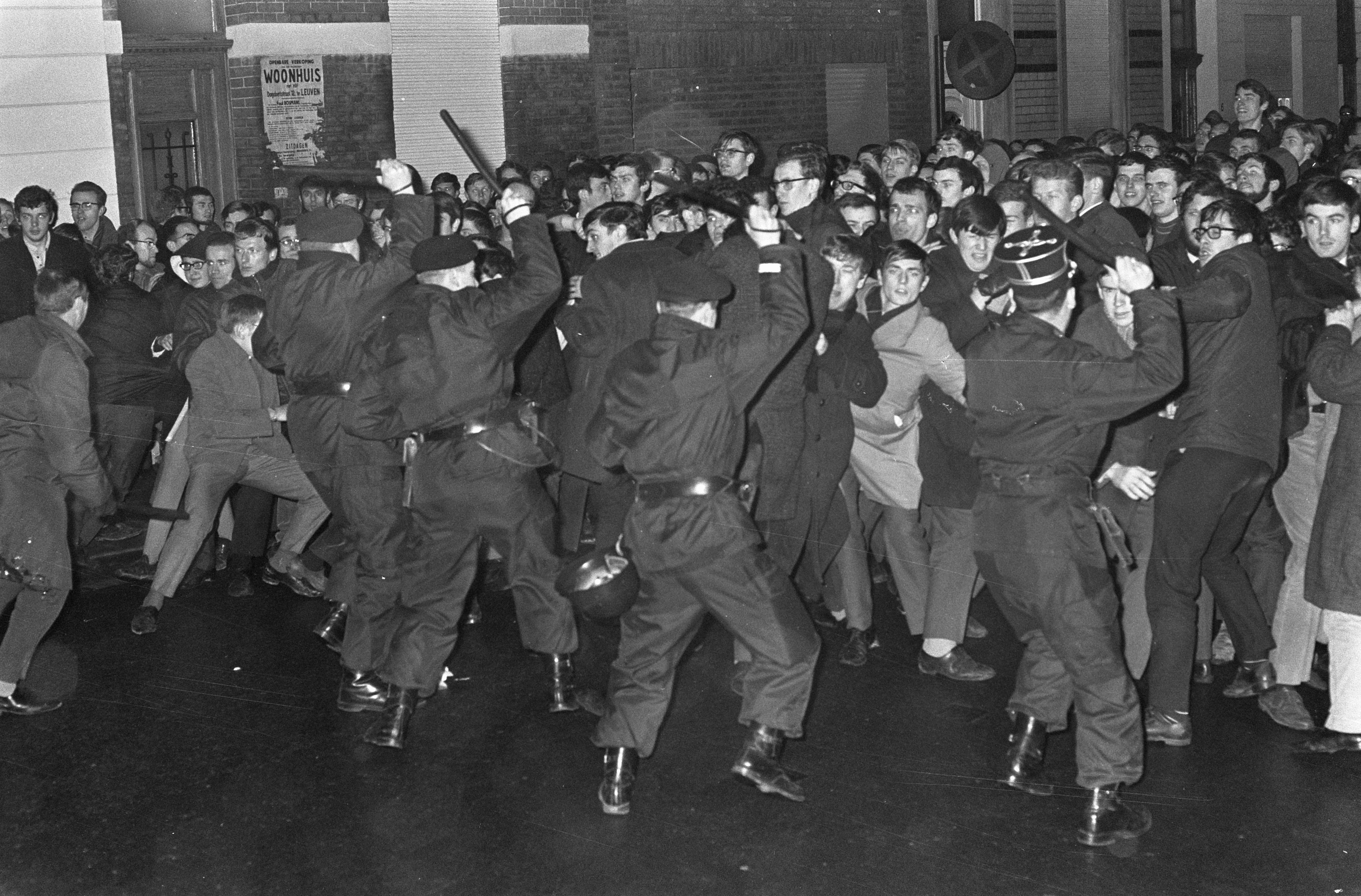
Zásah policie proti vlámským studentům roku 1968, krize skončila rozdělením univerzity v Lovani

To zesílilo národnostní spor mezi Vlámy a Valony, který se od 60. let stal klíčovým tématem belgické politiky. Prvním signálem vážného problému byl rozpad univerzity v Lovani na vlámskou a francouzskou univerzitu v roce 1968. Řešením měla být důsledná federalizace. Ta proběhla v pěti etapách v období od roku 1970 do roku 2001. Roku 1970 byl do ústavy zanesen princip tří „kulturních společenství“ (vlámské, frankofonní a germanofonní) a tři územní „regiony“. V roce 1980 z názvů společenství odpadlo slovo „kulturní“, všechna tři společenství a rovněž vlámský i valonský region zřídila své „rady“ (parlamenty) a „exekutivu“ (vlády). Rada i vláda vlámského společenství se však sloučila s radou a vládou vlámského regionu. V letech 1988–1989 zřídil vlastní parlament a vládu i Region Brusel – hlavní město, současně byla regionům předána pravomoc nad veřejnými pracemi a dopravou a společenstvím působnost v oblasti vzdělávání. V roce 1993 se do ústavy dostala formulace, že „Belgie je federální stát, který se skládá ze společenství a regionů“, čímž se stala Belgie federací de iure, a společenství a regiony získaly další kompetence. Pátou etapou federalizace byly v roce 2001 Lambermontská a Lombardská dohoda, kterou do kompetence regionů přešlo i zemědělství, mořský rybolov, zahraniční obchod, otázky volebních výdajů, financování politických stran a regionální rozvoj. Lombardská dohoda rozdělila parlament Bruselského regionu na frankofonní a vlámskou část se zákazem majorizace.
V 90. letech 20. století otřásla Belgií série souběžných afér, které ukázaly malou funkčnost státního aparátu, vysokou korupci, ba prorostlost justice se zločinem. Největší otřes způsobila aféra pedofilního vraha Marca Dutrouxe. Podezřelá neschopnost justice vraha dopadnout přivedla v roce 1996 do ulic 300 000 Belgičanů (tzv. Bílý pochod). Podobné rozhořčení vyvolala tzv. dioxinová aféra roku 1999, kdy se ukázalo, že vláda začala měřit množství polychlorovaných bifenylů v potravinách až několik měsíců poté, co byla informována o jejich nadměrném množství v belgických vejcích a drůbeži, a že bez otevření věci médii by se patrně snažila vše ututlat. Skandál Agusta ve stejné době ukázal, že dvě nadnárodní společnosti získaly belgické vojenské zakázky díky korupci. Roku 1995 rozbouřila emoce další aféra, vražda vládního inspektora Karla Van Noppena. Ten vyšetřoval zneužívání růstových hormonů farmáři a obchodníky s masem. Posléze byla odhalena celá „hormonová mafie“.

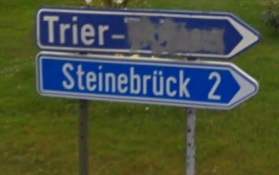
Povinné dvojjazyčné nápisy jsou často terčem útoků zastánců rozdělení Belgie

Po roce 2000 zesílily na vlámské straně snahy o úplné rozdělení Belgie. Nacionalistická strana Vlámský zájem (Vlaams Belang) požadovala „sametový rozvod“, za jehož vzor považuje rozdělení Československa v roce 1993, rovněž vlámští křesťanští demokraté podporují další prohlubování autonomie. Hlavní překážkou rozdělení je dvojjazyčné hlavní město Brusel. Dne 13. listopadu 2006 belgická televize odvysílala fiktivní vyhlášení vlámské nezávislosti, za tento žert bylo vedení televize kritizováno. V roce 2014 vznikla vládní koalice, jejíž součástí byla poprvé v historii separatistická Nová vlámská aliance, která usiluje o rozdělení Belgie.

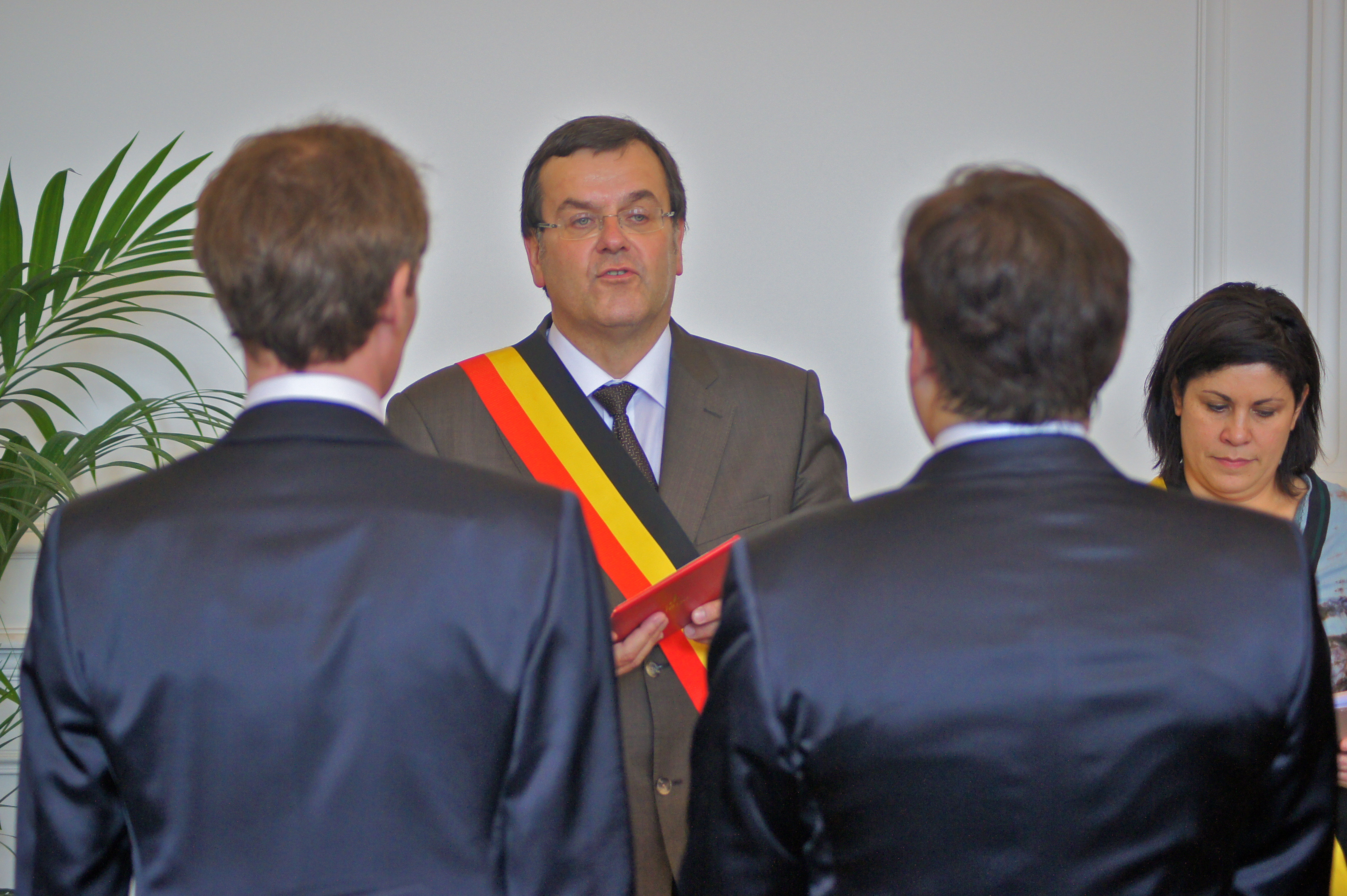
Starosta města Lutychu Willy Demeyer oddává homosexuální pár

Belgie má od 90. let 20. století velmi liberální politiku, v roce 2002 povolila jako druhá země na světě (po Nizozemsku) eutanazii, v roce 2003 pak jako druhá na světě (opět po Nizozemsku) umožnila sňatky osob stejného pohlaví a roku 2005 adopci dětí homosexuály.
Problémem 21. století se stalo přistěhovalectví, zejména z muslimských zemí. To bylo dlouho podporováno, mj. i kvůli tomu, že přistěhovalci „ředili“ národnostní problém a politici dlouho věřili, že právě oni budou tmelem rozdělené společnosti. Velká část muslimských přistěhovalců však belgickou identitu nepřijala. S nástupem vlny sunnitského fundamentalismu se řada belgických muslimů radikalizovala - po teroristických útocích v Paříži roku 2015, při nichž bylo zavražděno 130 lidí, se ukázalo, že teroristická síť má zázemí právě v Belgii, a že státní aparát není schopen tomuto problému čelit.

## Státní symboly

### Vlajka
Belgická vlajka je tvořena listem o poměru stran 13:15 se třemi svislými pruhy: černým, žlutým a červeným. Poměr stran námořních vlajek je 2:3, užívá se ale běžně i na souši.

### Znak
Belgický státní znak má tři verze, znak malý, střední a velký. Malý státní znak je tvořen černým štítem se zlatým lvem s červenou zbrojí, převýšený korunou, z níž splývají stuhy. Pod štítem je zavěšen řetěz řádu Leopolda II., za ním jsou zkřížena dvě žezla – s „Rukou Spravedlnosti“ a se lvem. Pod znakem je heslo buď ve francouzské verzi „L´Union fait la Force” nebo ve vlámské verzi „Eendracht maakt macht (česky V jednotě je síla). Střední znak, který se v současnosti téměř nepoužívá, je doplněn o štítonoše – dva vpřed hledící lvy. Velký znak (královský) je navíc převýšený hermelínovým pláštěm s korunou. Na štítu je otevřená burgundská přílba s královskou korunou a černo-zlatými přikryvadly. Nad štítem je korouhev ve státních barvách s brabantským štítem, za stanem jsou zkříženy zlaté korouhve se znaky tradičních provincií.

### Hymna
Belgická hymna je píseň Brabançonne (česky Píseň Brabantska). Autorem textu je divadelní herec a revolucionář Louis-Alexandre Dechet, později slova upravil belgický premiér Charles Rogier, hudbu napsal François Van Campenhout.

## Geografie

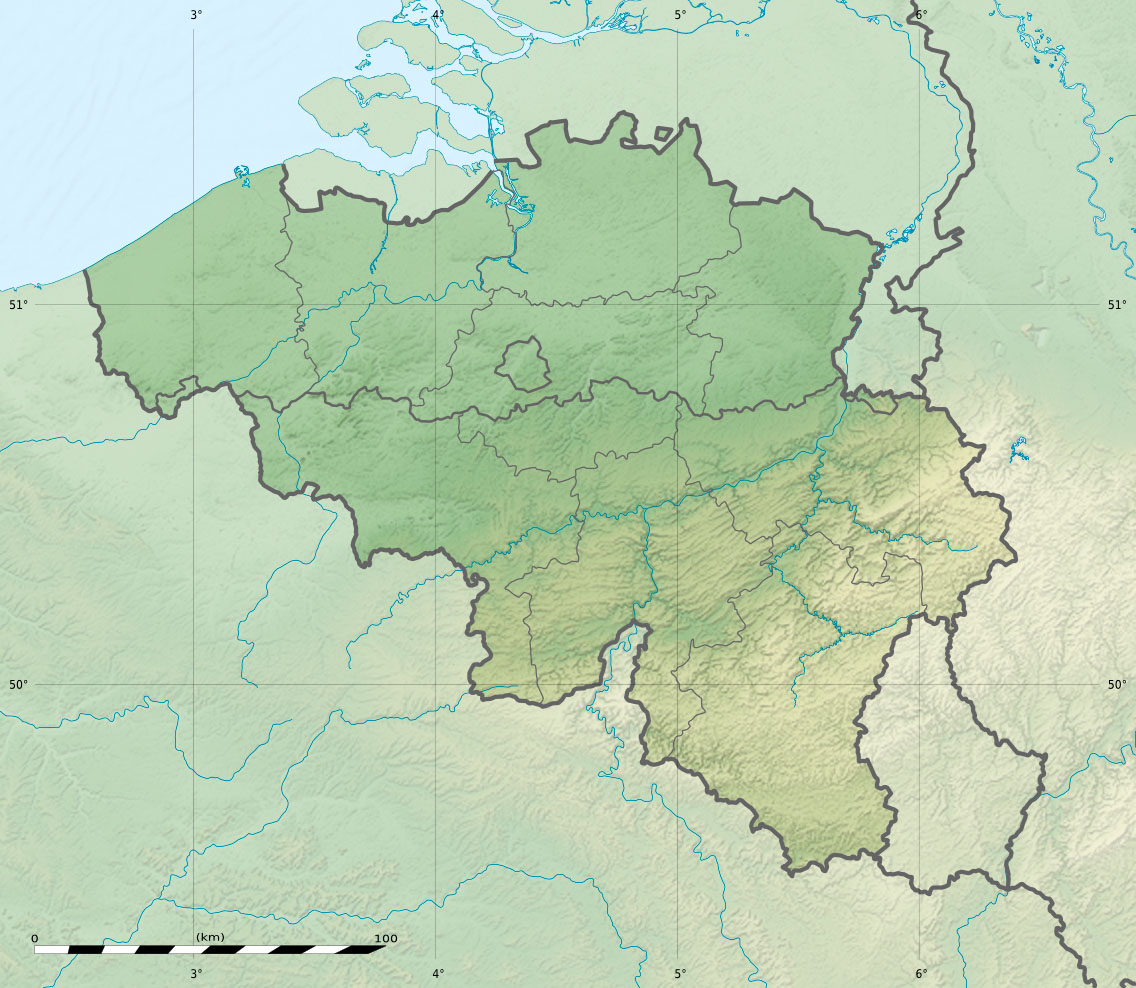
Reliéf

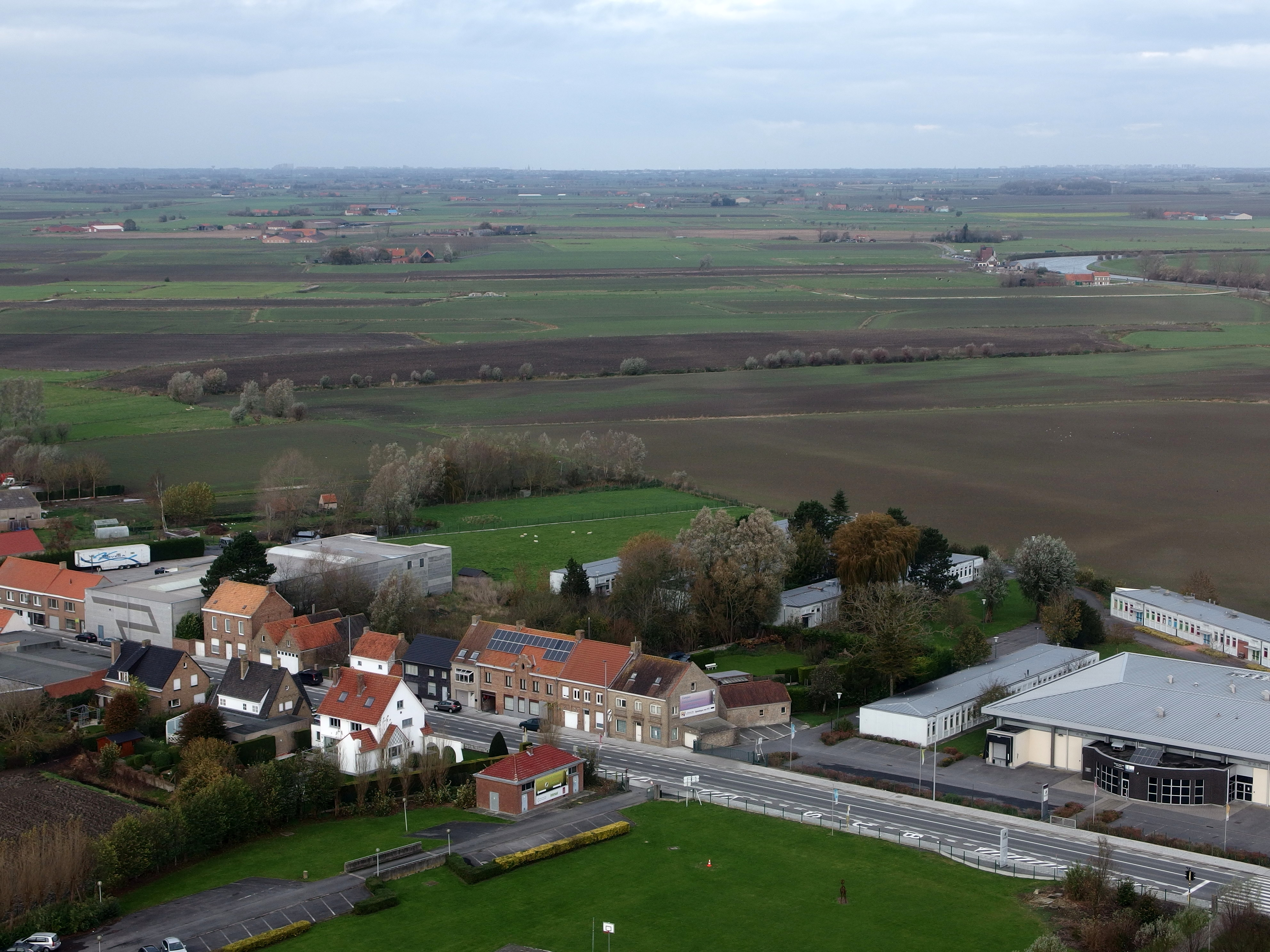
Poldery podél řeky Yser

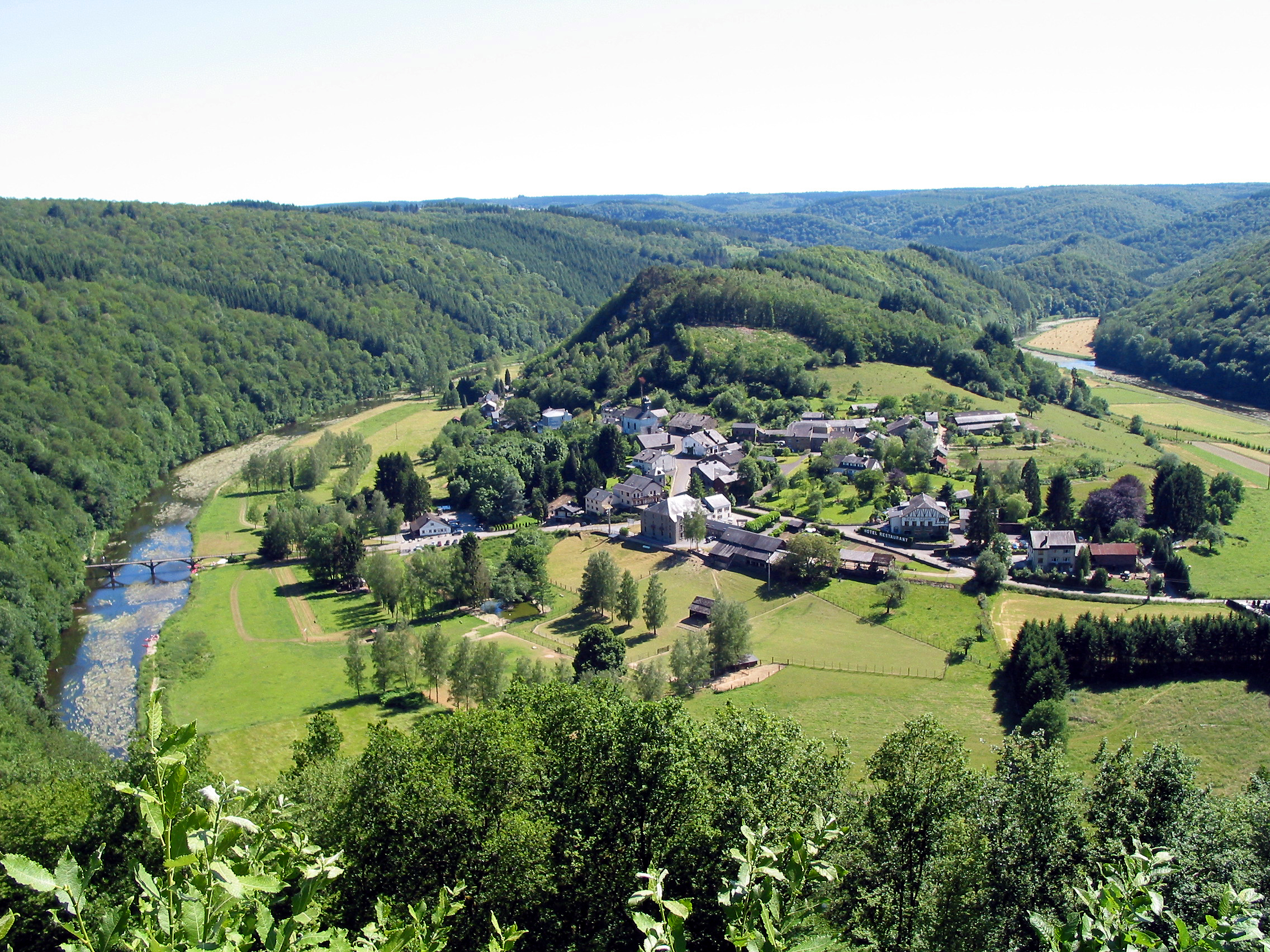
Pohoří Ardeny

Belgie sdílí hranice s Francií (620 km), Německem (167 km), Lucemburskem (148 km) a Nizozemskem (450 km). Její celková rozloha, včetně vodní plochy, je 30 689 km2. Zajímavostí je, že před rokem 2018 byla celková plocha uváděna 30 528 km2. V roce 2018 však byly použity nové metody měření a výpočtu. Na rozdíl od předchozích výpočtů tento zahrnoval oblast od pobřeží k linii odlivu, což ukázalo, že země je o 160 km2 větší, než se dříve předpokládalo.
Geomorfologicky se Belgie dá rozdělit na 3 oblasti: pobřežní nížiny, rovinu (plató) v centrální části Belgie, a na hornaté Ardeny na jihovýchodě země. Nížiny při pobřeží sestávají převážně z písečných dun a tzv. polderů. Centrální rovina zabírá většinu Belgie. Je to jemně zvlněná oblast s úrodnou půdou, protkaná sítí mnoha vodních toků – mezi nejvýznamnější patří Máza (niz. Maas, fr. Meuse) a Šelda (niz. Schelde, fr. Escaut). Třetí oblast, Ardeny, je hornatá a zalesněná, s nepříliš úrodnou půdou a nevhodná pro zemědělství. Částečně zasahuje i do severní Francie. Nachází se zde nejvyšší bod Belgie, Signal de Botrange, o výšce 694 metrů.
Historicky se Belgie člení na 10 provincií.
Vlámsko na severu zahrnuje (od západu k východu):
- Západní Flandry
- Východní Flandry
- Vlámský Brabant
- Antverpy
- Limburk

Valonsko na jihu zahrnuje:
- Henegavsko
- Valonský Brabant
- Namur
- Lutych
- Lucemburk

Belgické klima je přímořské, spadá do mírného podnebného pásu. Srážky jsou časté ve všech ročních obdobích. Průměrná teplota v lednu je 3 °C, v červenci 18 °C. Průměrné srážky činí 65 milimetrů v lednu, v červenci 73 milimetrů.
Vzhledem k vysoké hustotě zalidnění (jedné z nejvyšších na světě) a ke svému umístění, musí Belgie čelit vážným ekologickým problémům. Například zpráva z roku 2003 tvrdí, že kvalita říční vody v Belgii je nejhorší v Evropě a jednou z nejhorších ve 122 zkoumaných zemích světa. Belgie nicméně vychází velmi dobře z hodnocení kvality ochrany životního prostředí, podle Environmental Performance Index, který vypracovává Yaleova univerzita, má 15. nejlepší ochranu přírody na světě (k roku 2018). Belgie má vysokou míru recyklace odpadů, třetí nejvyšší v Evropě, přičemž samotný Vlámský region vůbec nejvyšší – 65% (evropský průměr je 35 %).

## Politika a vláda

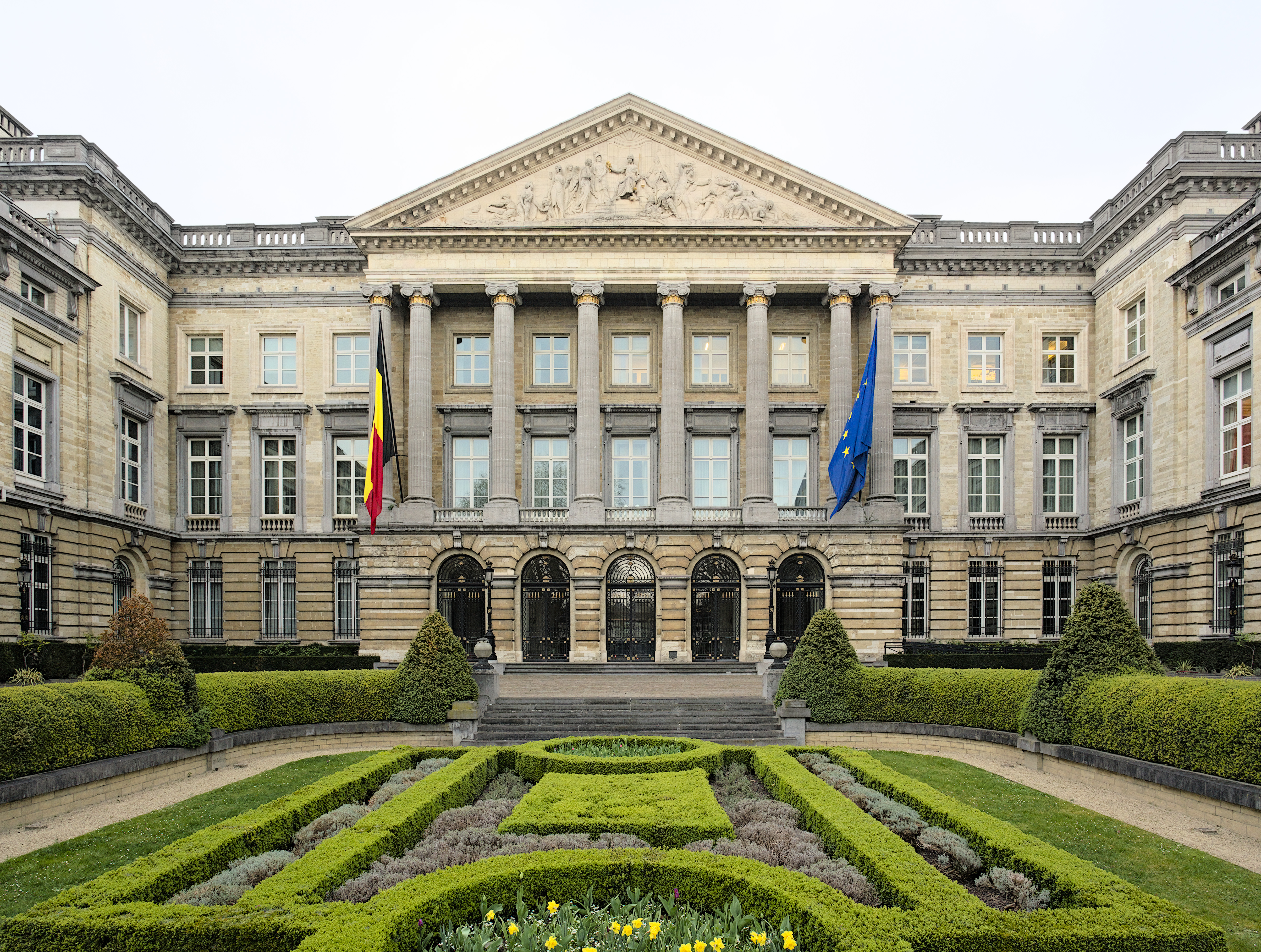
Budova belgického federálního parlamentu v Bruselu

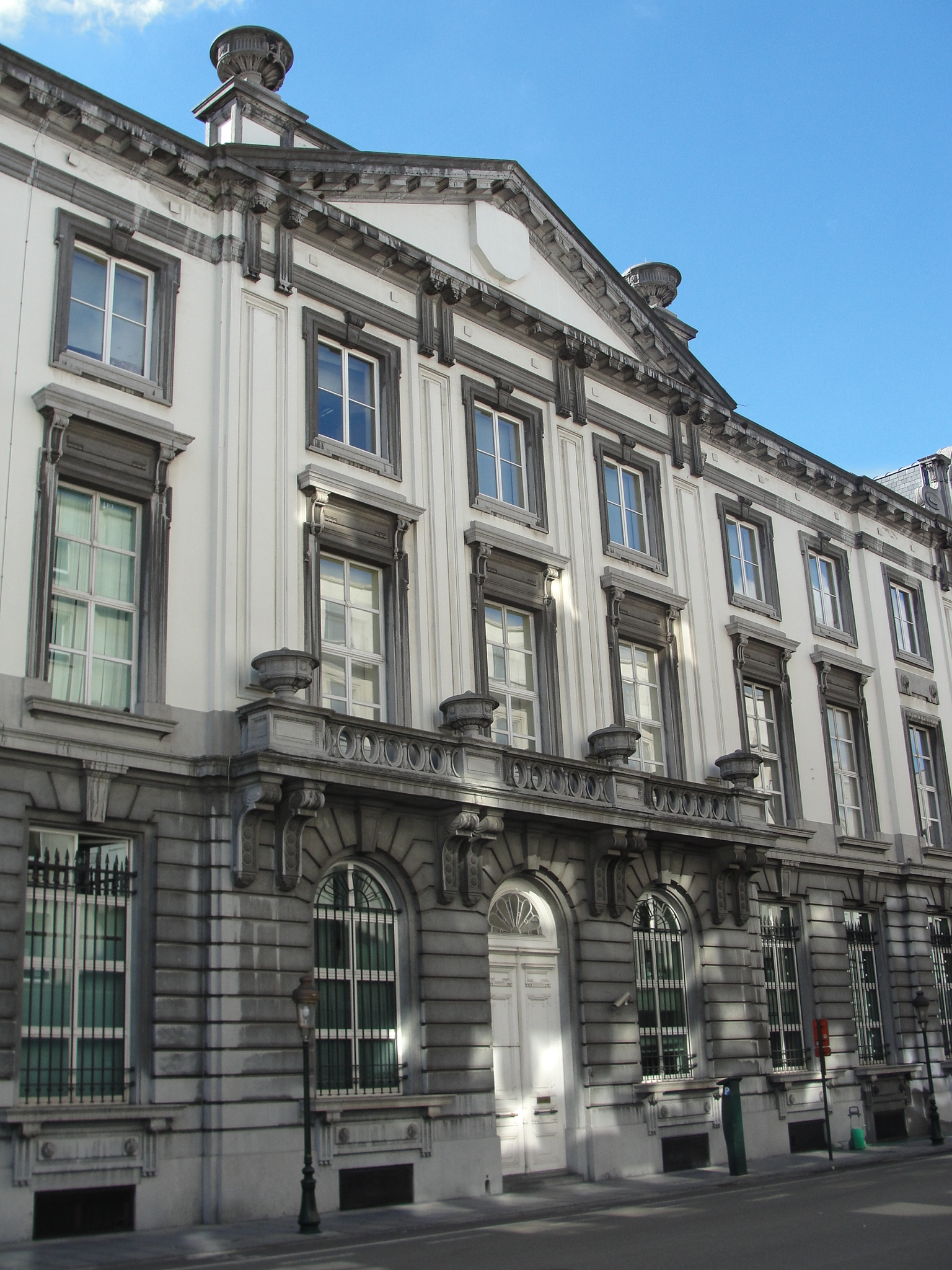
Sídlo premiéra Belgie

Belgie je konstituční monarchií s federální parlamentní demokracií. Hlavou státu je král a v čele vlády stojí premiér. Počet vlámsky a francouzsky mluvících ministrů ve federální vládě musí být shodný.
Federální parlament je dvoukomorový, skládá se z Komory zástupců a Senátu. Senát je v současnosti složen z 50 senátorů jmenovaných parlamenty komunit a regionů a z 10 kooptovaných senátorů. Před rokem 2014 byla většina členů Senátu volena přímo. 150 poslanců dolní komory je voleno poměrným volebním systémem, v 11 volebních obvodech. Belgie má ze zákona povinnou volební účast, takže má dlouhodobě jednu z nejvyšších volebních účastí na světě. Neúčast u hlasování je sankcionována - pokutou 25-50 euro za jednorázovou neúčast a při opakovaném ignorování voleb může být občanu i odebráno aktivní a pasivní volební právo (právo volit i právo být zvolen).
Dějiny parlamentarismu začínají v Belgii již roku 1831, kdy volební právo získali muži starší 25 let, pokud byli plátci pozemkové daně. Všeobecné volební právo (pro muže) bylo zavedeno v roce 1893, po generální stávce, jež ho požadovala. Nebylo ovšem zcela rovné - vzdělaní a vlastníci půdy měli více hlasů. Rovné všeobecné volební právo bylo zavedeno roku 1919, a tehdy také byla zavedena povinnost hlasovat. Smysl tohoto opatření byl, aby bohatí zaměstnavatelé nemohli vyvíjet tlak na své zaměstnance, aby nešli volit. Ženám bylo volební právo uděleno až roku 1948.
Podle principu územního je Belgie rozdělena na tři regiony: Vlámsko (Flandry), Valonsko a region Brusel. Každý region a každé společenství má vlastní vládu i parlament, jen Vlámsko a Vlámské společenství má orgán jediný. Pro všechny pak v zemi působí orgány federální.
Vzhledem ke komplikovaným národnostním vztahům a množství stran (neexistují strany federální), je skládání federální vlády často mimořádně komplikované. Unikátní situace nastala po volbách v roce 2010, kdy se vládu podařilo sestavit až 541 dní od voleb, což je světový rekord (přičemž dosavadní rekord byl víc než zdvojnásoben).

### Lidská práva
V roce 2002 Belgie jako druhá země na světě uzákonila eutanazii. Usmrcení je povoleno za přesně vymezených podmínek a jako v jediné zemi světa není věkově omezeno. Od roku 2014 mohou o zákrok zažádat i děti mladší dvanácti let; první dětská eutanazie byla provedena v roce 2016. Počet vykonaných eutanazií každoročně stoupá, v roce 2019 dosáhl 2655 případů.
V roce 2003 byla uzákoněna možnost uzavřít manželství osobám stejného pohlaví (jako v druhé zemi na světě, opět po Nizozemsku). Zákonem bylo později homosexuálním manželským párům dovoleno i osvojování dětí.
V 19. a 20. století některé belgické zoologické zahrady vystavovaly jako „exponáty“ černochy především z Belgického Konga. Naposledy došlo k výstavě lidí roku 1958.

### Administrativní rozdělení
10 provincií tvoří 2 regiony a Brusel je 3. regionem:

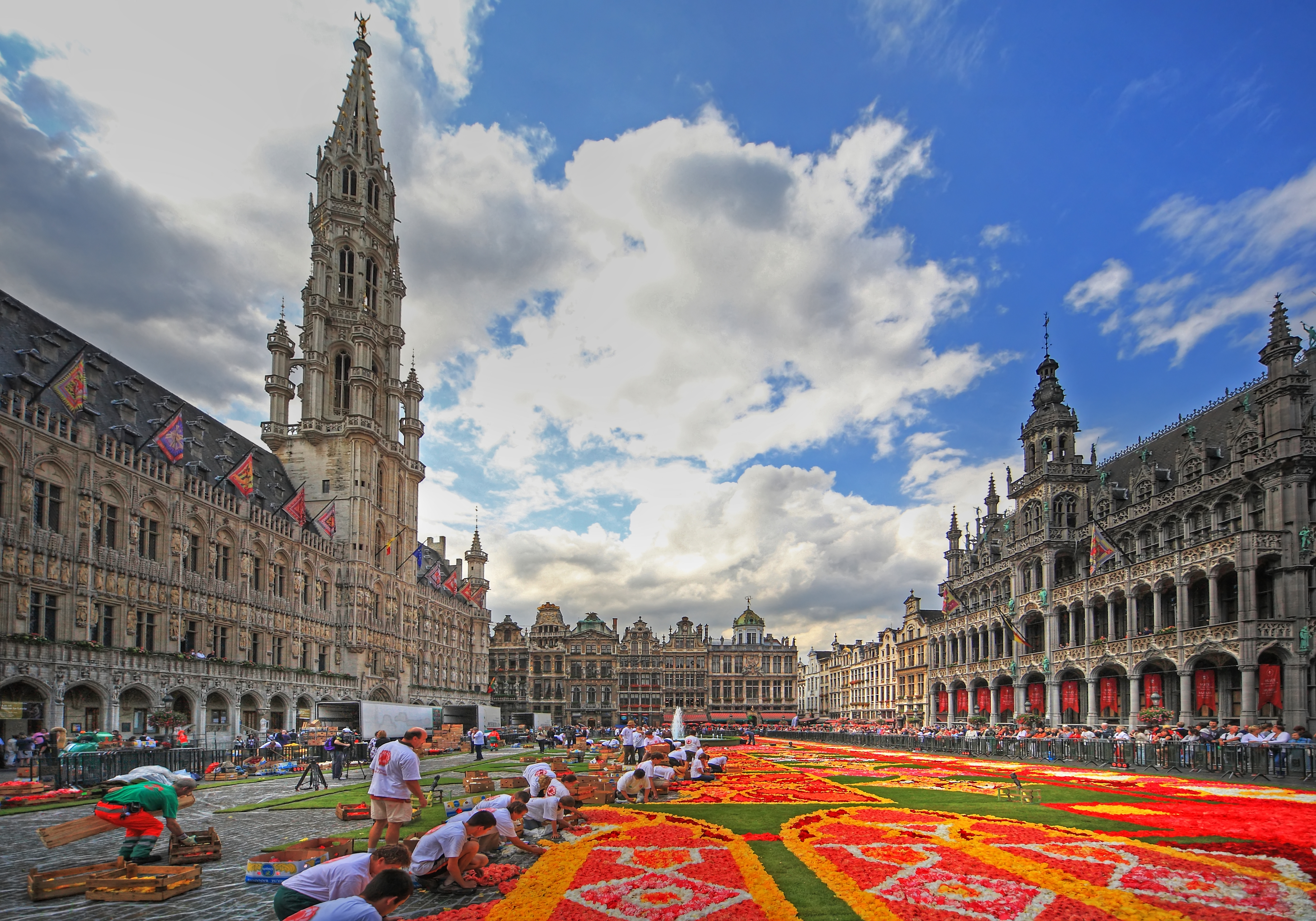
Grande-Place v Bruselu

| Vlámské společenství | Francouzské společenství | Německojazyčné společenství |
| Vlámský region       | Valonský region          | Bruselský region            |

|                                                                               |                                  |                 |
| region • provincie                                                            | provinční město                  | obyvatel (2006) |
|                                                                               |                                  |                 |
| Vlámský region (Vlaams Gewest)                                                | Vlámský region (Vlaams Gewest)   | 6 078 600       |
| • Antverpy                                                                    | Antverpy                         | 1 688 493       |
| • Vlámský Brabant                                                             | Lovaň                            | 1 044 133       |
| • Východní Flandry                                                            | Gent                             | 1 389 450       |
| • Západní Flandry                                                             | Bruggy                           | 1 141 866       |
| • Limburk                                                                     | Hasselt                          | 814 658         |
|                                                                               |                                  |                 |
| Valonský region (Région Wallone)                                              | Valonský region (Région Wallone) | 3 413 978       |
| • Valonský Brabant                                                            | Wavre                            | 366 481         |
| • Henegavsko                                                                  | Mons                             | 1 290 079       |
| • Lutych                                                                      | Lutych                           | 1 040 297       |
| • Lucemburk                                                                   | Arlon                            | 258 547         |
| • Namur                                                                       | Namur                            | 458 574         |
|                                                                               |                                  |                 |
| Bruselský region (Région Capitale Bruxelles / Brussels Hoofdstedelijk Gewest) |                                  |                 |
|                                                                               | Brusel                           | 1 018 804       |
|                                                                               |                                  |                 |

### Města
- Brusel (1 018 029)
- Antverpy (448 709)
- Gent (226 220)
- Charleroi (200 578)
- Lutych (195 576)
- Bruggy (117 351)

### Ozbrojené síly

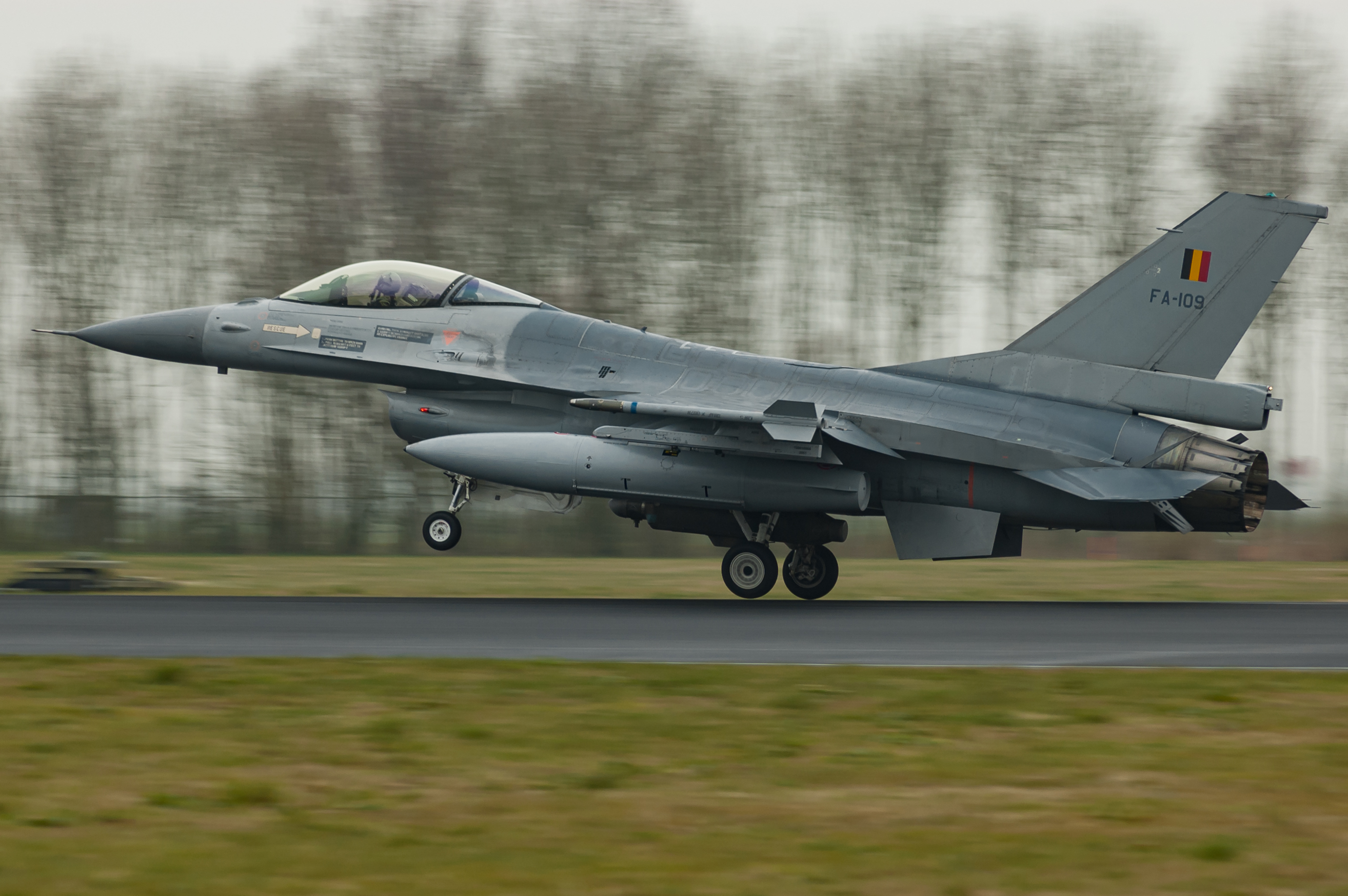
F-16 Fighting Falcon belgického letectva

Belgické ozbrojené síly měly v roce 2023 23 200 aktivních pracovníků, včetně 8 500 v pozemní složce, 1 400 v námořnictvu, 4 900 v letectvu, 1 450 ve zdravotnické složce a 6 950 ve společné službě. Toto číslo nezahrnuje 5 900 záložních pracovníků. V roce 2019 činil rozpočet na obranu Belgie 4,303 miliardy eur, což představuje 0,93 % jejího HDP. Operační velení těchto čtyř složek jsou podřízena Štábnímu odboru pro operace a výcvik Ministerstva obrany, který vede asistent náčelníka štábu pro operace a výcvik, a náčelníku obrany. Belgická armáda se skládá z dobrovolníků (branná povinnost byla zrušena v roce 1995) a mohou se připojit i občané dalších států EU, Islandu, Norska, Švýcarska nebo Lichtenštejnska. Belgie má své jednotky rozmístěné v několika afrických zemích jako součást misí OSN nebo EU, v Iráku kvůli válce proti Islámskému státu a ve východní Evropě kvůli přítomnosti NATO.
Důsledky druhé světové války učinily z kolektivní bezpečnosti prioritu belgické zahraniční politiky. V březnu 1948 Belgie podepsala bruselský pakt a poté v roce 1948 vstoupila do NATO. Integrace ozbrojených sil do NATO však začala až po korejské válce. V současné době belgické námořnictvo úzce spolupracuje s nizozemským námořnictvem pod velením admirála Beneluxu.

## Ekonomika

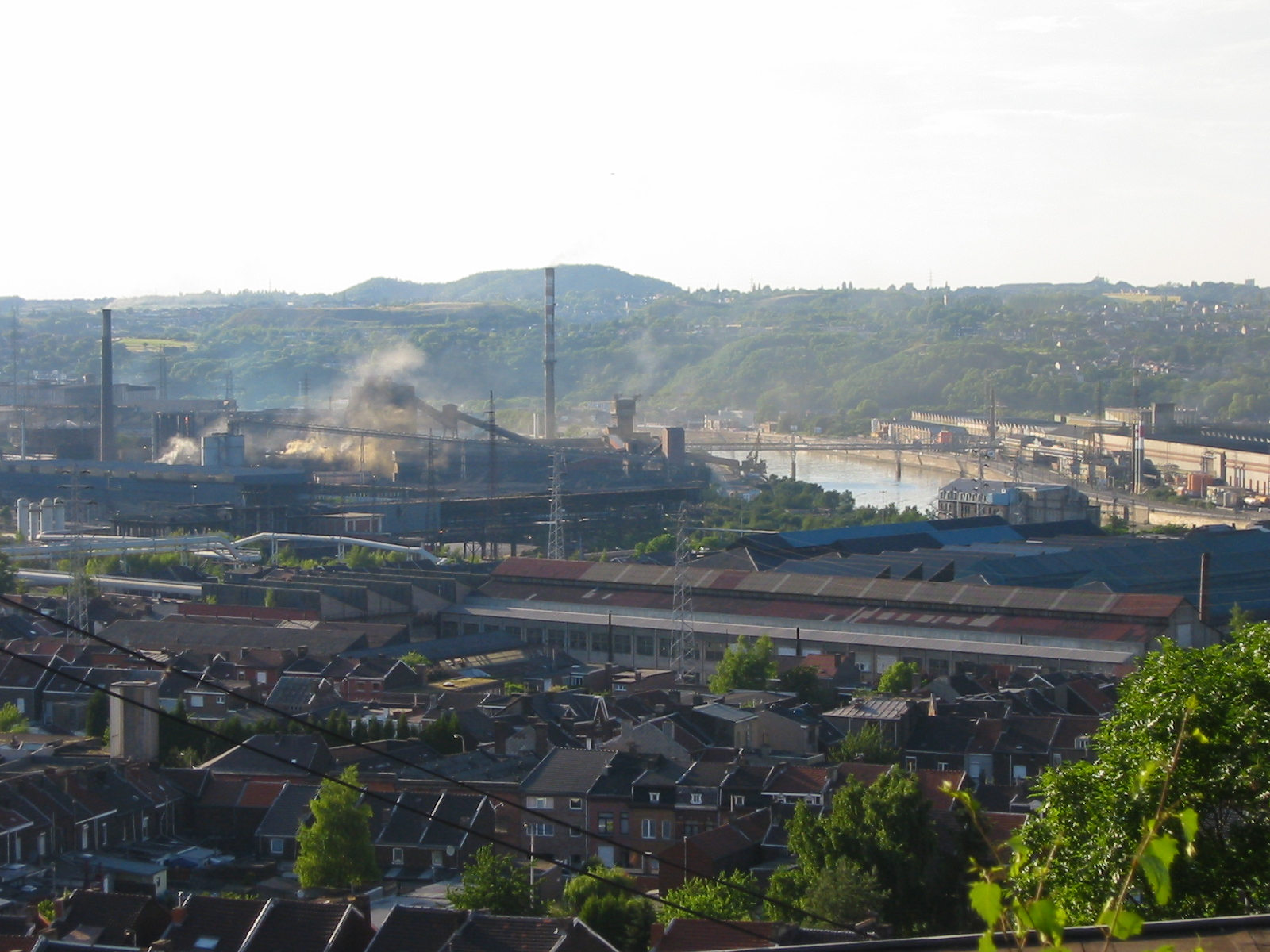
Ocelárna v Ougrée poblíž Lutychu.

Belgie je vysoce rozvinutý průmyslový stát s velkou koncentrací výroby a intenzivním zemědělstvím. Hlavní průmyslová odvětví jsou hutnictví, strojírenství, chemie a textil. Hlavními průmyslovými oblastmi jsou Brusel, Antverpy, Lutych a Gent. Těžba uhlí se již téměř zastavila. Zemědělství je vysoce produktivní, živočišná produkce převažuje nad rostlinnou. Využití půdy: orná půda 27 %, louky a pastviny 20 %, lesy 21 % a voda 6 %. Důležitý je chov prasat, skotu, drůbeže a ovcí, význam má i rybolov. Pěstuje se pšenice, ječmen, brambory, cukrová řepa, chmel a jablka. Typické jsou menší farmy s vysokými hektarovými výnosy. Dopravně nejvýznamnější jsou přístavy Antverpy a Oostende se spojením do Velké Británie a ropný terminál Zeebrügge. Nejatraktivnějšími turistickými středisky jsou Brusel, Antverpy, Bruggy, Oostende, Waterloo, Spa a vrchovina Ardeny.
Ke známým belgickým firmám patří pivovarnický koncern Anheuser-Busch InBev, největší pivní firma světa (její tradiční belgickou značkou je třeba Stella Artois) či výrobce elektroniky Agfa.
Belgie se dlouhodobě potýká s vysokým zadlužením, které v roce 2019 činilo 105,1 % HDP. Nejhorší situace veřejných financí byla však na konci 80. let 20. století, kdy se zadlužení vyšplhalo na 120% HDP.
V letech 1832 až 2002 byl belgickou měnou belgický frank. V roce 2002 však Belgie převzala jednotnou evropskou měnu euro. Belgické euromince zobrazují portrét panovníka.

### Doprava
V Belgii je velmi rozvinutá síť železnic, dálnic, silnic a vodních cest. V Antverpách, Gentu a Zeebrügge se nachází jedny z největších evropských přístavů. Dříve v Belgii bývala velmi rozvinutá síť tzv. vicinálních drah – kombinace železnice a tramvajových tratí. Její pozůstatky jsou stále patrné v některých městských a příměstských tramvajových tratích. V Bruselu se taktéž nachází metro a významné mezinárodní letiště.

## Obyvatelstvo
Dne 1. ledna 2006 žilo v Belgii 10 511 382 lidí, z toho 6 078 600 ve Vlámsku, 3 413 978 ve Valonsku a 1 018 804 v Bruselském regionu.

Demografický vývoj Belgie

Belgie má vysokou hustotu zalidnění (365 obyv. na km²), v Evropě má vyšší pouze Nizozemsko a několik malých států, jako např. Monako. Nejvyšší hustotu zalidnění má oblast známá jako „vlámský diamant“, kterou vymezují aglomerace Bruselu, Antverp, Gentu a Lovaně. Další velká města jsou Lutych, Charleroi, Mons, Kortrijk, Bruggy, Hasselt a Namur. Nejnižší hustotu zalidnění mají Ardenny. Belgie má velmi vysokou míru urbanizace – ve městech žije 98,2 % obyvatel (2021).
Asi 98 % dospělé populace je gramotných. Školní docházka je povinná od šesti do osmnácti let, ale mnoho Belgičanů studuje až do 23 let. V rámci zemí OECD má Belgie 3. nejvyšší procento lidí ve věku 18–21 let zapsaných na vyšší školu nebo univerzitu. Podíl lidí s funkční negramotností je však znepokojivý – v letech 1994–1998 činil 18,4 %.
Belgické páry vykazují největší rozvodovost na světě[zdroj?] – neobstojí zhruba 64 ze 100 manželství.
Zvláštním rysem belgické společnosti je vysoká sebevražednost (v to se nepočítá eutanazie). Ta je nejvyšší v západní Evropě a jedna z nejvyšších ve vyspělém světě (vyšší je jen v Pobaltí a Jižní Koreji). Podle odhadů z roku 2012 je průměrná délka života 79,65 let. Plodnost v roce 2017 činila 1,64 dítěte na jednu ženu. Průměrný věk v roce 2021 byl 41,6 roku.

### Etnické skupiny
Značnou část belgické populace tvoří Vlámové a Valoni. Zbývajících 25 % představují přistěhovalci ze severní Afriky (zejména z Maroka a Alžírska), ze subsaharské Afriky (zejména z Konga) a z Turecka, ale také příslušníci dalších evropských národů (zvláště Italové, Francouzi a Portugalci). Největší skupinu přistěhovalců v Belgii tvoří Maročané se 400 000 lidmi. Druzí jsou tradiční evropští přistěhovalci – Italové. Třetí Turci. Statbel zveřejnil v roce 2021 údaje, z nichž vyplývá, že 67,3 % belgického obyvatelstva je belgického etnického původu a 32,7 % cizího původu. Studie také zjistila, že 74,5 % obyvatel regionu Brusel bylo nebelgického původu.

### Jazyky
| Rozdělení jazyků v Belgii | Rozdělení jazyků v Belgii | Rozdělení jazyků v Belgii | Rozdělení jazyků v Belgii | Rozdělení jazyků v Belgii |
| ------------------------- | ------------------------- | ------------------------- | ------------------------- | ------------------------- |
|                           |                           |                           |                           |                           |
| nizozemština (vlámština)  | nizozemština (vlámština)  |                           | 59 %                      | 59 %                      |
| francouzština             | francouzština             |                           | 40 %                      | 40 %                      |
| němčina                   | němčina                   |                           | 1 %                       | 1 %                       |

Po jazykové stránce je Belgie nejednotná. Nizozemsky mluví přibližně 60 % obyvatel, francouzsky 40 % a německy necelé 1 %. Francouzsky se hovoří převážně na jihu země, vlámsky zase na severu. Němčina se užívá na malé části území na východě Belgie.
Brusel, ve kterém žije 8 % obyvatel, je oficiálně bilingvní (francouzsko-nizozemský). Původně se v Bruselu mluvilo převážně nizozemsky, avšak poté, co Belgie získala roku 1830 nezávislost, převládla v hlavním městě francouzština, která byla jediným oficiálním jazykem.
Jak vlámština (belgická varianta nizozemštiny), tak belgická francouzština vykazují drobné rozdíly ve slovní zásobě a sémantice oproti variantám užívaným v Nizozemsku a ve Francii.

### Náboženství

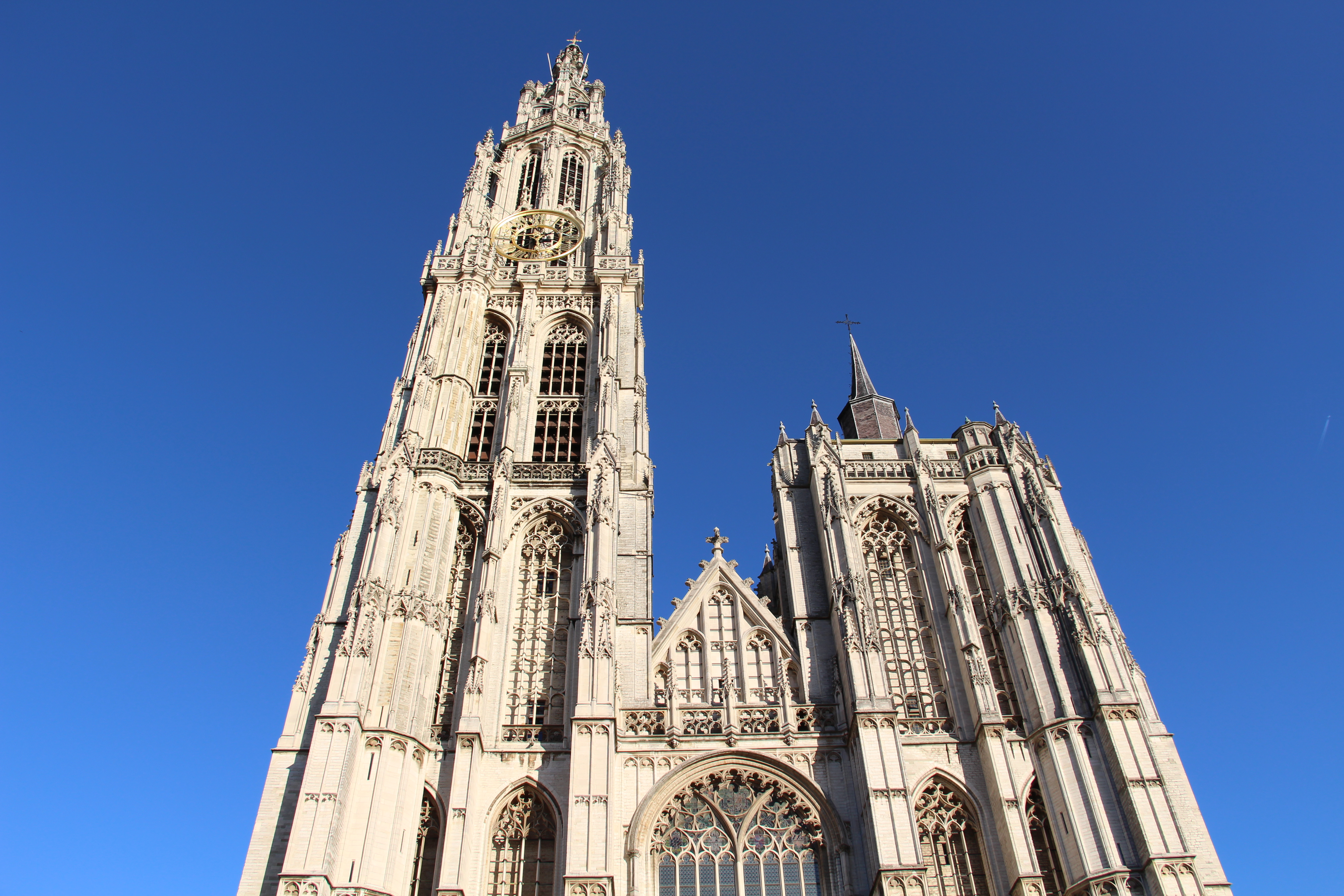
Katedrála Panny Marie v Antverpách

Nejrozšířenějším náboženstvím je katolicismus, ve Vlámsku se k němu hlásí 76 % obyvatel, ve Valonsku 66 %. Role katolické víry je historicky významná: vznik Belgie lze chápat jako oddělení katolické části původního Nizozemska od jeho části protestantské. Protestantů je dodnes v Belgii minimum, asi 1 procento. Roste ale počet muslimů. Už v roce 2008, ještě před velkou migrační krizí roku 2015, byl jejich počet určen na 6 % (v hlavním městě Bruselu 23,6 %), tedy 628 751 osob. Již tehdy šlo o největší poměr muslimů v populaci v Evropě. Židovská komunita čítá okolo 40 000 osob a její největší část tradičně sídlí v Antverpách (asi 18 000 osob). Je to poslední evropská židovská komunita, kde se ještě udržel jazyk jidiš. V zemi existuje 45 aktivních synagog (30 z nich je v Antverpách). Podle výzkumu Eurobarometru z roku 2015 tvoří lidé bez vyznání 32 % populace, ve Valonsku je to 45 % obyvatel.

## Kultura
Kulturní život Belgie se rozvíjí hlavně uvnitř všech tří národnostních společenství. Kromě Královské vojenské akademie totiž nemá Belgie žádné dvojjazyčné univerzity ani jednotná média, společné kulturní či vědecké instituce.

### Literatura

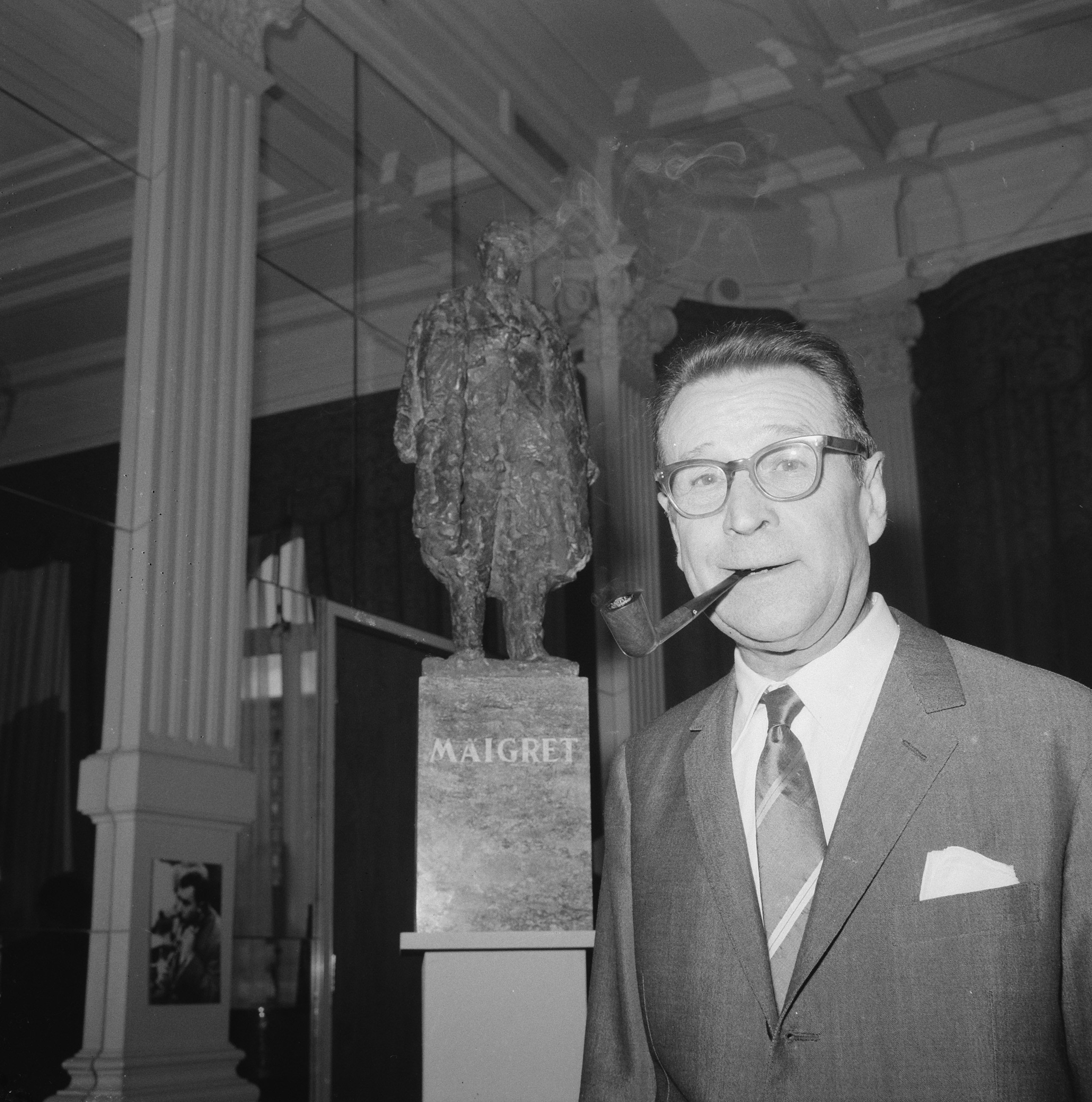
Georges Simenon se sochou Maigreta

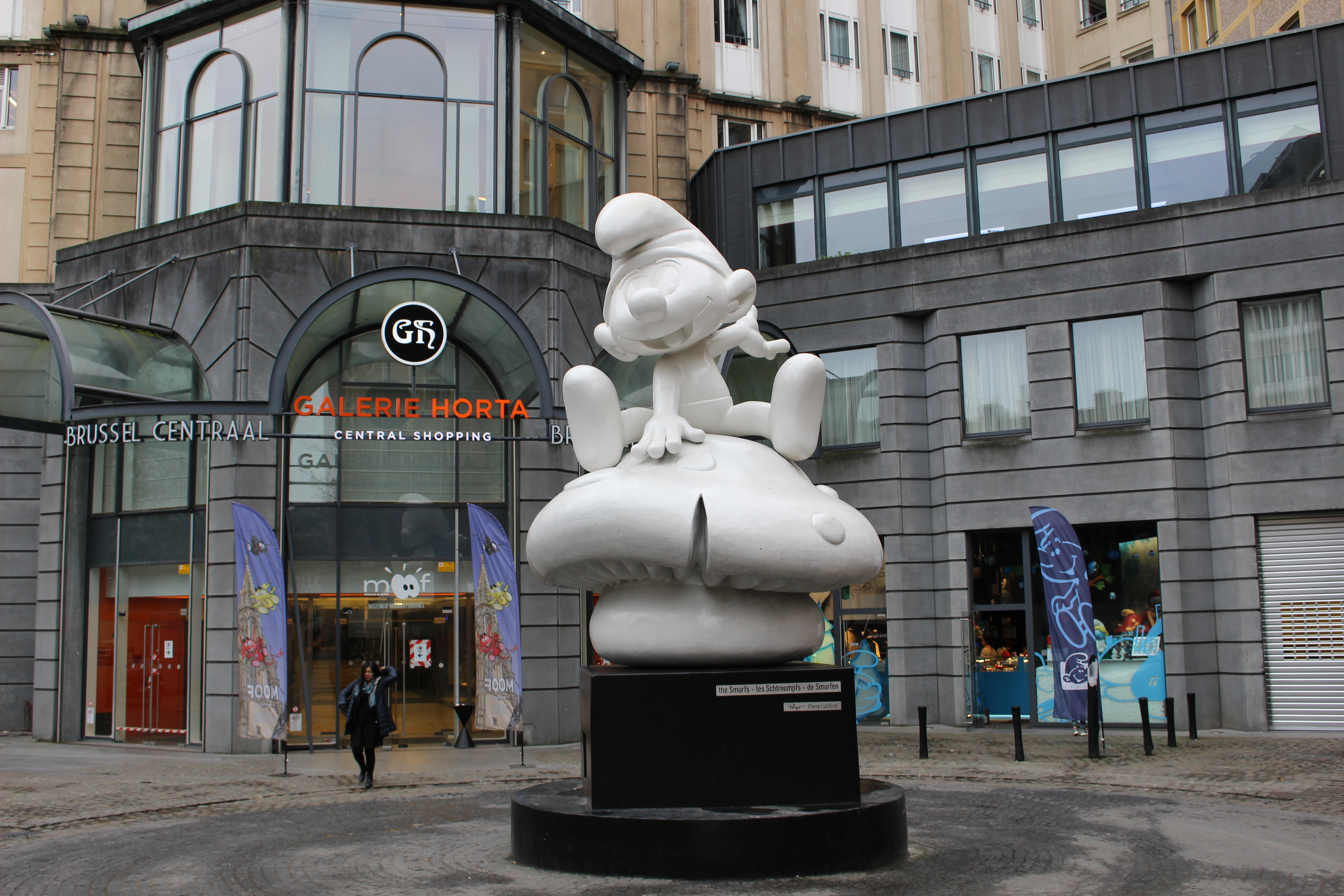
Pomník Šmoulů v Bruselu

### Hudba

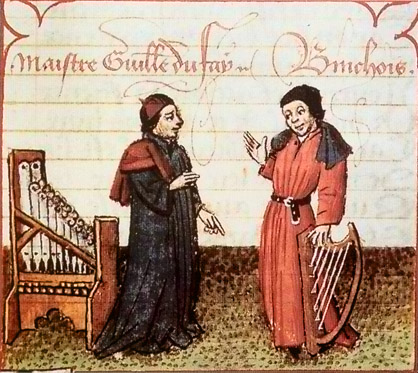
Guillaume Dufay a Gilles Binchois, zakladatelé franko-vlámské školy

V 15. století byla Belgie epicentrem rozvoje evropské vážné hudby, jak dosvědčuje dílo Guillauma Dufaye či Gillese Binchoise, klíčových skladatelů první generace (někdy zvané burgundská) tzv. franko-vlámské školy, jež vytvořila evropskou renesanční polyfonii. V generaci druhé byli klíčovými osobnostmi znovu Belgičané: Johannes Ockeghem a Alexander Agricola. Ve třetí pak Jacob Obrecht, rodák z Gentu, či Pierre de La Rue, který se narodil v Tournai. Také ve čtvrté generaci nalezneme významné belgické rodáky: Adriana Willaerta, jenž spatřil světlo světa nejspíše v Roeselare, Cipriana de Rore z Ronse či Jacoba Arcadelta z Namuru. Pozdní franko-vlámskou školu reprezentují především Orlando di Lasso, rodák z Monsu, a mechelenský skladatel Philippe de Monte.

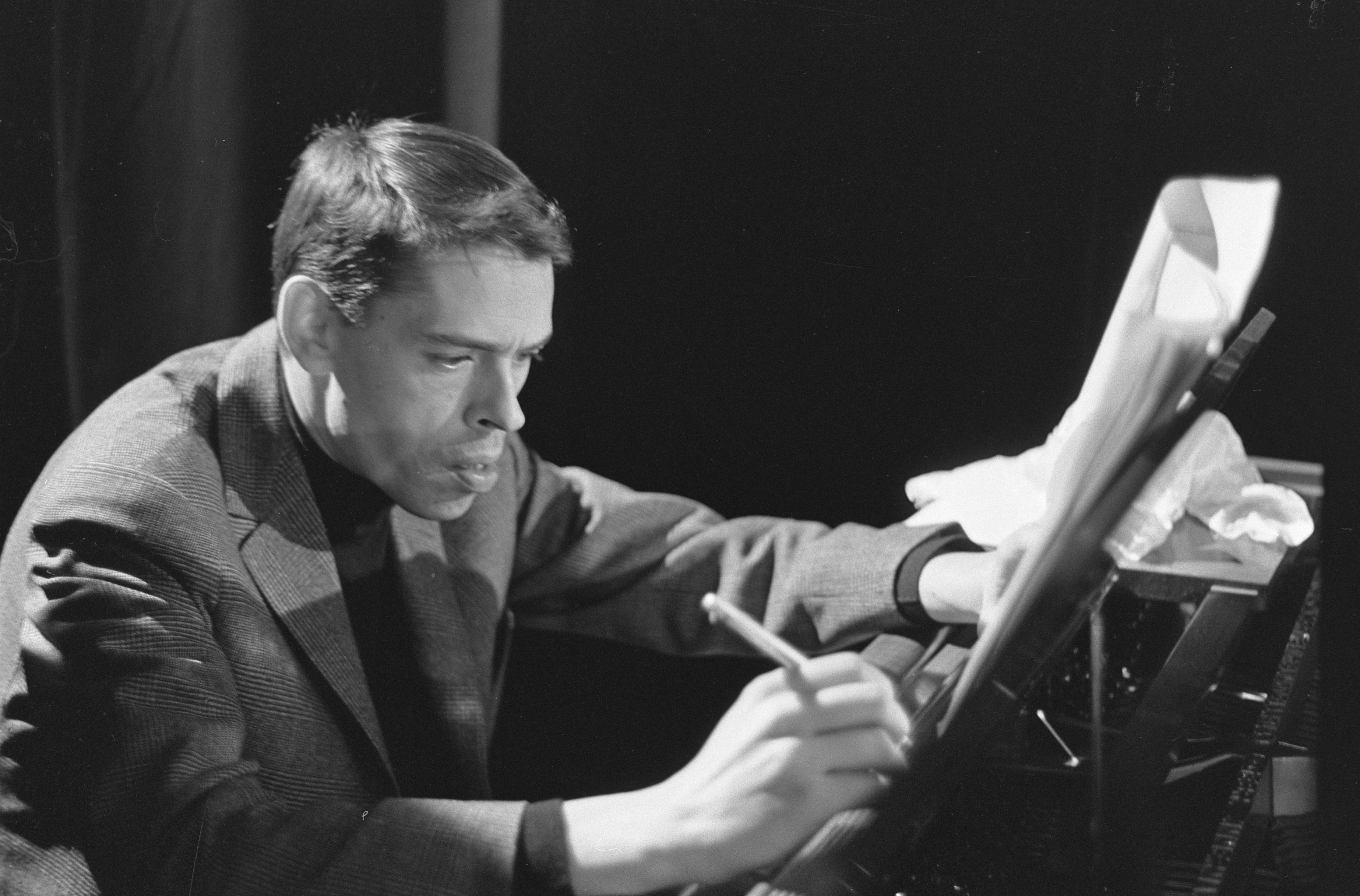
Šansoniér Jacques Brel

Poté se těžiště vývoje evropské hudby přesunulo mimo území Belgie, ale v Lutychu se kupříkladu narodil César Franck, významný hudební skladatel 19. století, jenž většinu života prožil v Paříži. Pracoval jako varhaník a vyučoval skladbu. Jako skladatel se však prosadil až v pozdějším věku, zejména svou Symfonií d moll a Sonátou pro housle a klavír A dur. Z interpretů vážné hudby vynikli houslisté Eugène Ysaÿe a Henri Vieuxtemps.
Francouzský šanson obohatil Jacques Brel. V oblasti jazzu se stal legendou Toots Thielemans, proslulý svou hrou na foukací harmoniku. V pop-music 20. století se mezinárodního věhlasu dočkal francouzsky zpívající Salvatore Adamo. Belgičané se začali poměrně hodně prosazovat v globálním popu v nedávné době. Celosvětové hity měli raper s rwandskými kořeny Stromae (zejm. Alors en dance), Kate Ryan, Lara Fabian či Gotye. Ve skupině Transglobal Underground se proslavila zpěvačka Natacha Atlas.
Velmi populární je v Belgii elektronická hudba – elektronický festival Tomorrowland je největší na světě.

### Film

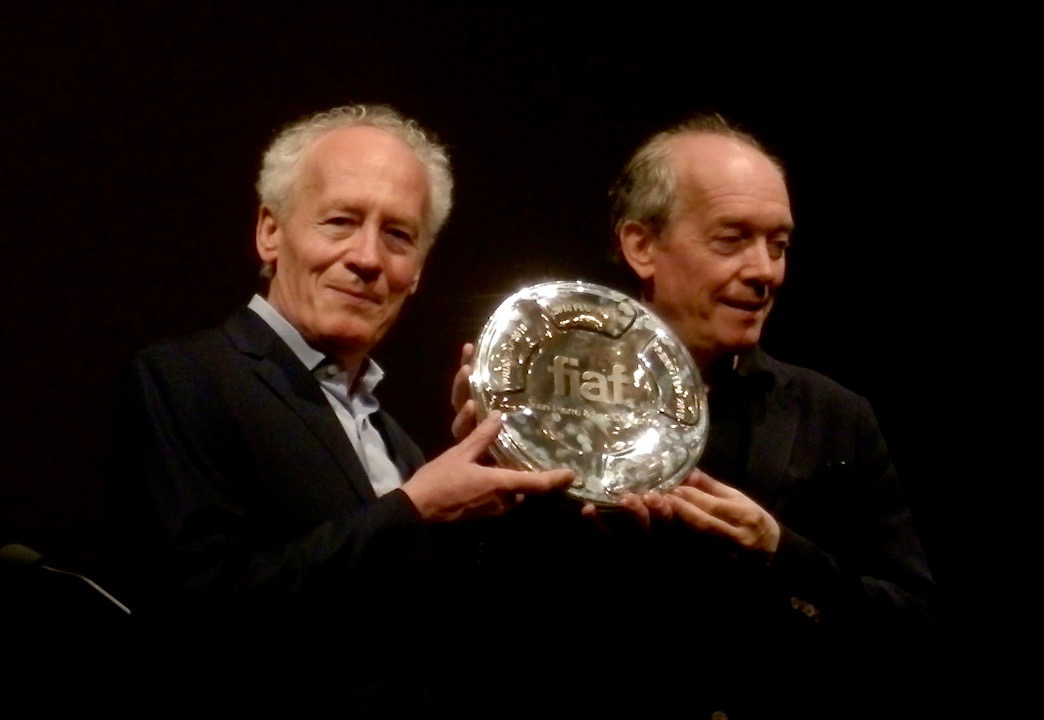
Bratři Dardennové

Nejslavnějšími belgickými filmovými tvůrci jsou bratři Dardennové, již prosluli sociálními dramaty. Společně dvakrát získali Zlatou palmu v Cannes (1999, 2005). Gérard Corbiau získal roku 1994 Zlatý glóbus za nejlepší cizojazyčný film, v roce 1997 ho napodobil Alain Berliner. Režisérka Chantal Akermanová byla představitelkou feministického avantgardního filmu.
Jean-Claude van Damme se stal hvězdou akčních snímků. V Belgii se narodila (v rodině nizozemské šlechty) i hollywoodská hvězda Audrey Hepburnová nebo Johnny Galecki, známý rolí Leonarda Hofstadtera v komediálním seriálu Teorie velkého třesku.

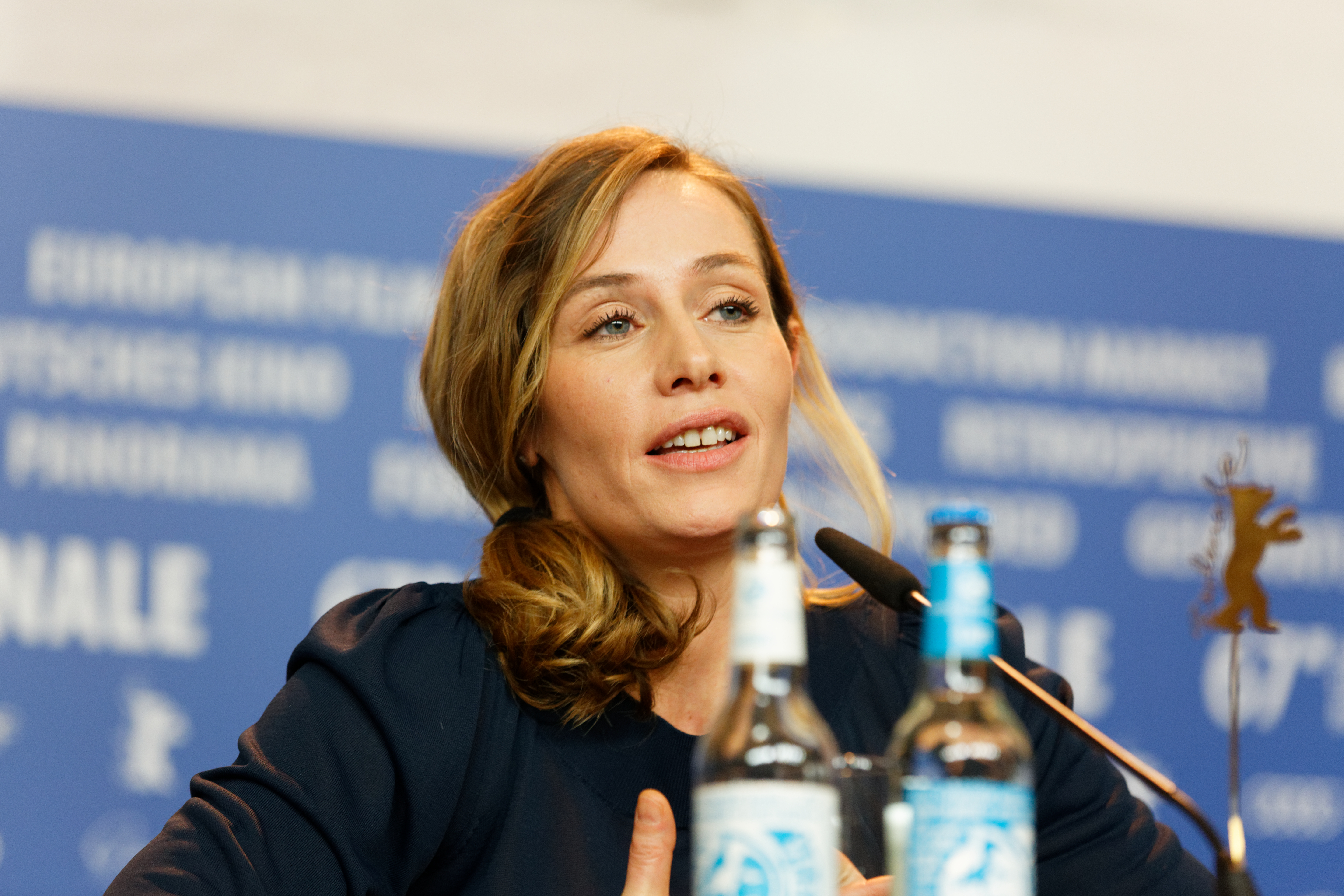
Cécile de France

Ke známým belgickým hercům, kteří se prosadili spíše v Evropě a na domácí scéně, patří Marie Gillainová, Jan Decleir, Benoît Poelvoorde, Matthias Schoenaerts, Jérémie Renier, Déborah Françoisová nebo Émilie Dequenneová, která za svůj výkon ve filmu Rosetta získala cenu pro nejlepší herečku na filmovém festivalu v Cannes. Stejnou cenu získala i Natacha Régnierová, jež je zároveň i první belgickou herečkou, jež získala francouzskou filmovou cenu César a stejně tak první Belgičankou oceněnou Evropskou filmovou cenou pro nejlepší herečku. Césara, za vedlejší roli, získala v roce 2006 i Cécile de France.
Server Culture Trip vyhlásil v roce 2016 deset nejlepších belgických filmů, zvítězilo drama Přerušený kruh z roku 2012. Následovaly snímky Býčí šíje (2011), Daens (1992), Kluk na kole (2011), C'est arrivé près de chez vous (1992), Terč: Zabiják (2003), Slib (1996), Rosetta (1999), Toto hrdina (1991) a Dva dny, jedna noc (2014). Výběr naznačuje stoupající úroveň belgické kinematografie od 90. let 20. století. O vzestupu mluví i prostá statistika produkce, zatímco například v roce 1985 belgická kinematografie vyprodukovala pouhých sedm filmů, o dvacet let později to bylo již 28 snímků za rok.

### Výtvarné umění

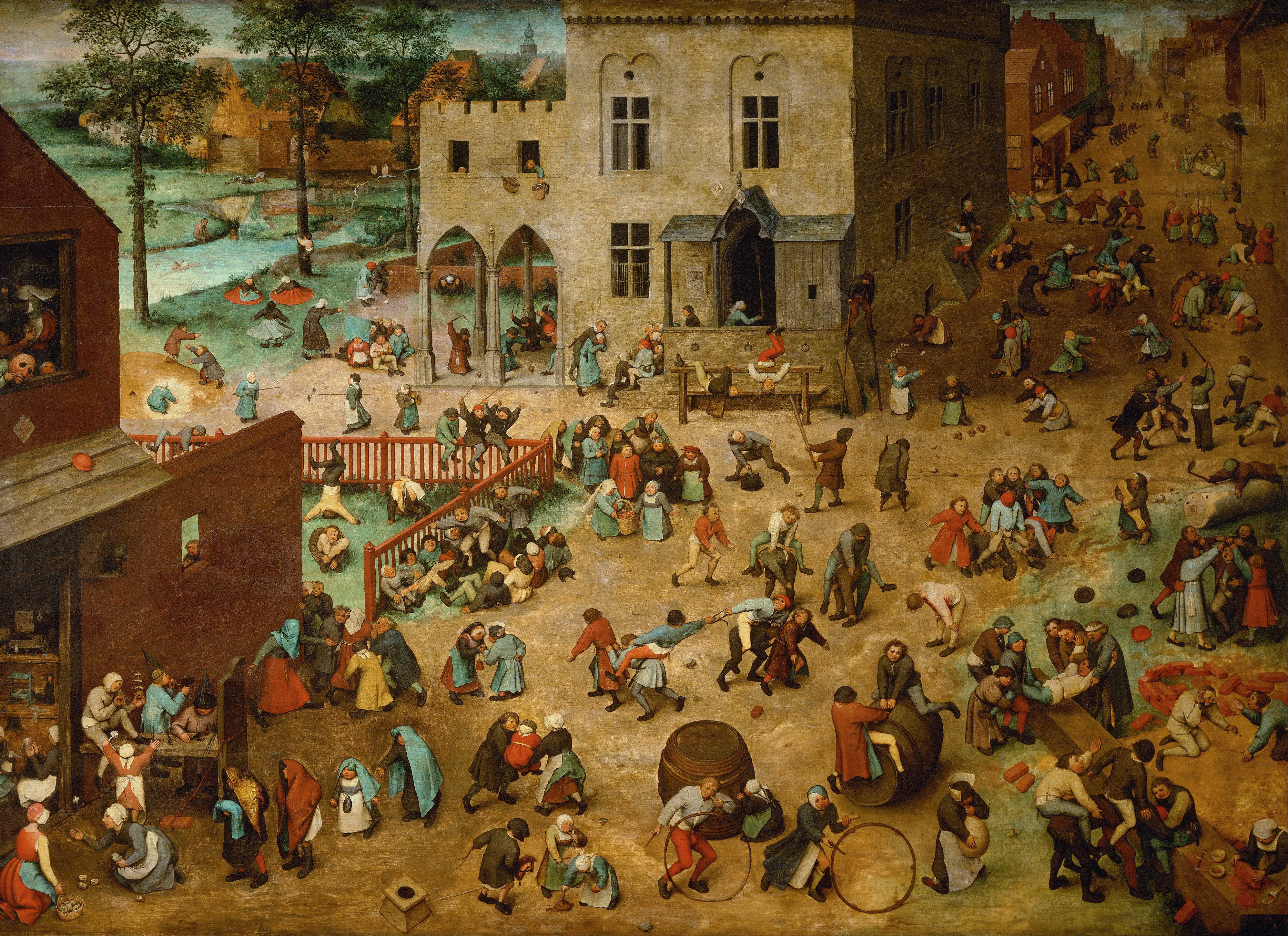
Dětské hry od Pietera Brueghela (1560)

Belgie je známá vyspělým výtvarným uměním a architekturou. Na jejím území se vyvíjely všechny významné evropské umělecké slohy, od románských, gotických, barokních a renesančních architektur, přes vlámské renesanční a barokní stavby a obrazy, až k renesanční vokální hudbě v jižní části nížin.

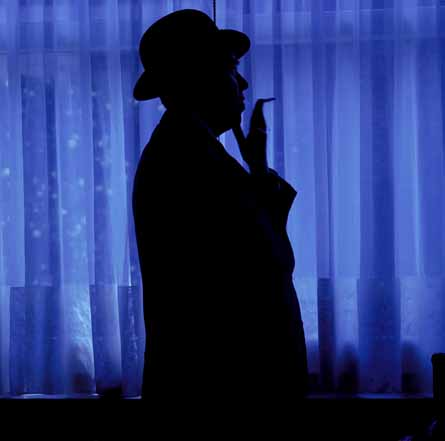
René Magritte na snímku Lothara Wolleha

Řada osobností tohoto regionu ovlivnila světové umění. V Belgii se narodili významní malíři 15. století Rogier van der Weyden, nejvýznamnější představitel rané nizozemské školy, a Hugo van der Goes. Pracoval zde i Pieter Brueghel starší, známý malíř 16. století a zakladatel malířské dynastie, i jeho slavný syn Jan Brueghel starší. V 17. století formoval evropské malířství Peter Paul Rubens. Dalšími významnými malíři různých epoch na dnešním belgickém území byli mj. tzv. „vlámští primitivisté“ Jan van Eyck a Hans Memling, později Quinten Matsijs, Jacob Jordaens a zvláště Anthony van Dyck. Nejvýraznějšími osobnostmi 19. století byli romantik Antoine Wiertz, realista Constantin Meunier, symbolista Fernand Khnopff či impresionistka Anna Bochová. Představitelem secese byl malíř Henry van de Velde. Z 20. století je nutno zmínit jména Constant Permeke, René Magritte, Paul Delvaux a James Ensor. Symbolistou byl litograf Félicien Rops. K tachismu a abstraktnímu expresionismu náležel Pierre Alechinsky. V počínajícím 21. století jsou mezinárodně známí malíři Luc Tuymans a Michael Borremans.
Nejvýznamnější sbírky výtvarného umění v Belgii schraňuje státní Musées royaux des Beaux-Arts de Belgique v Bruselu. Instituce je tvořena šesti samostatnými muzei umění, jedno vystavuje umění starých mistrů, druhé díla moderní a tři jsou věnována konkrétním malířům. Nejvýznamnějším z nich je Musée Magritte, věnované dílu proslulého surrealisty. Mimo hlavní město patří k nejdůležitějším sbírkovým institucím Muzeum výtvarných umění v Gentu nebo Muzeum Groeninge v Bruggách.

### Památky

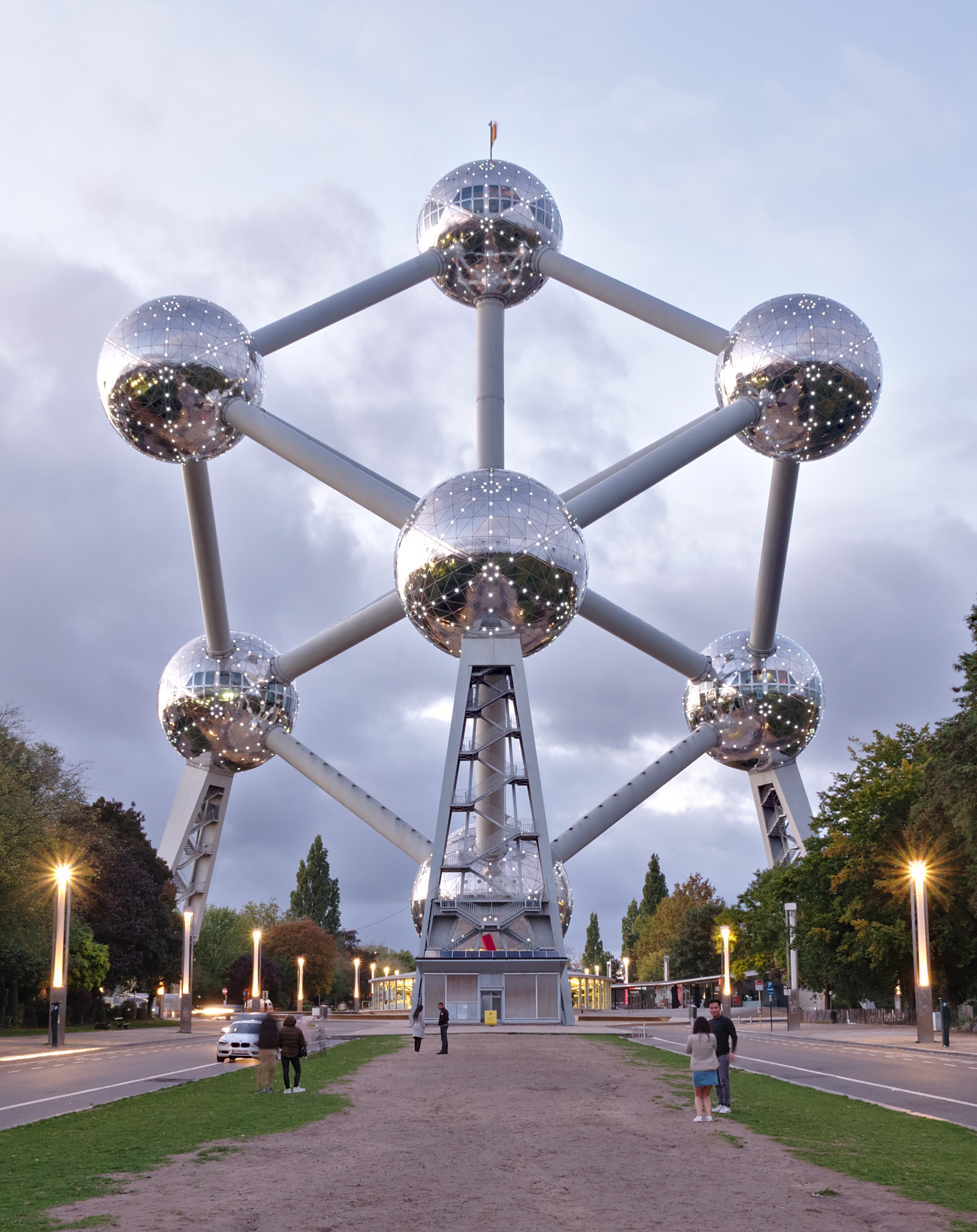
Atomium

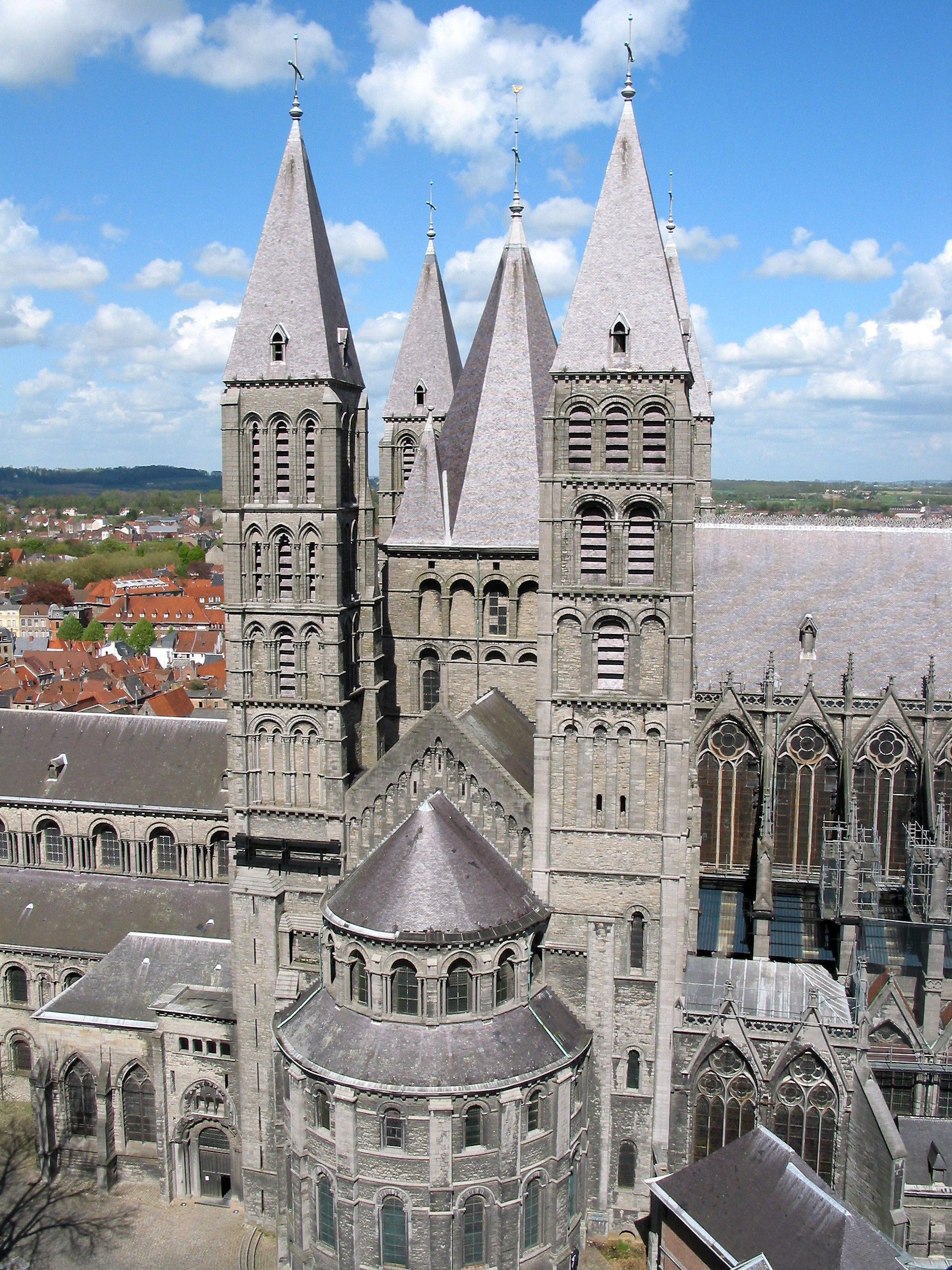
Katedrála Notre Dame (Tournai)

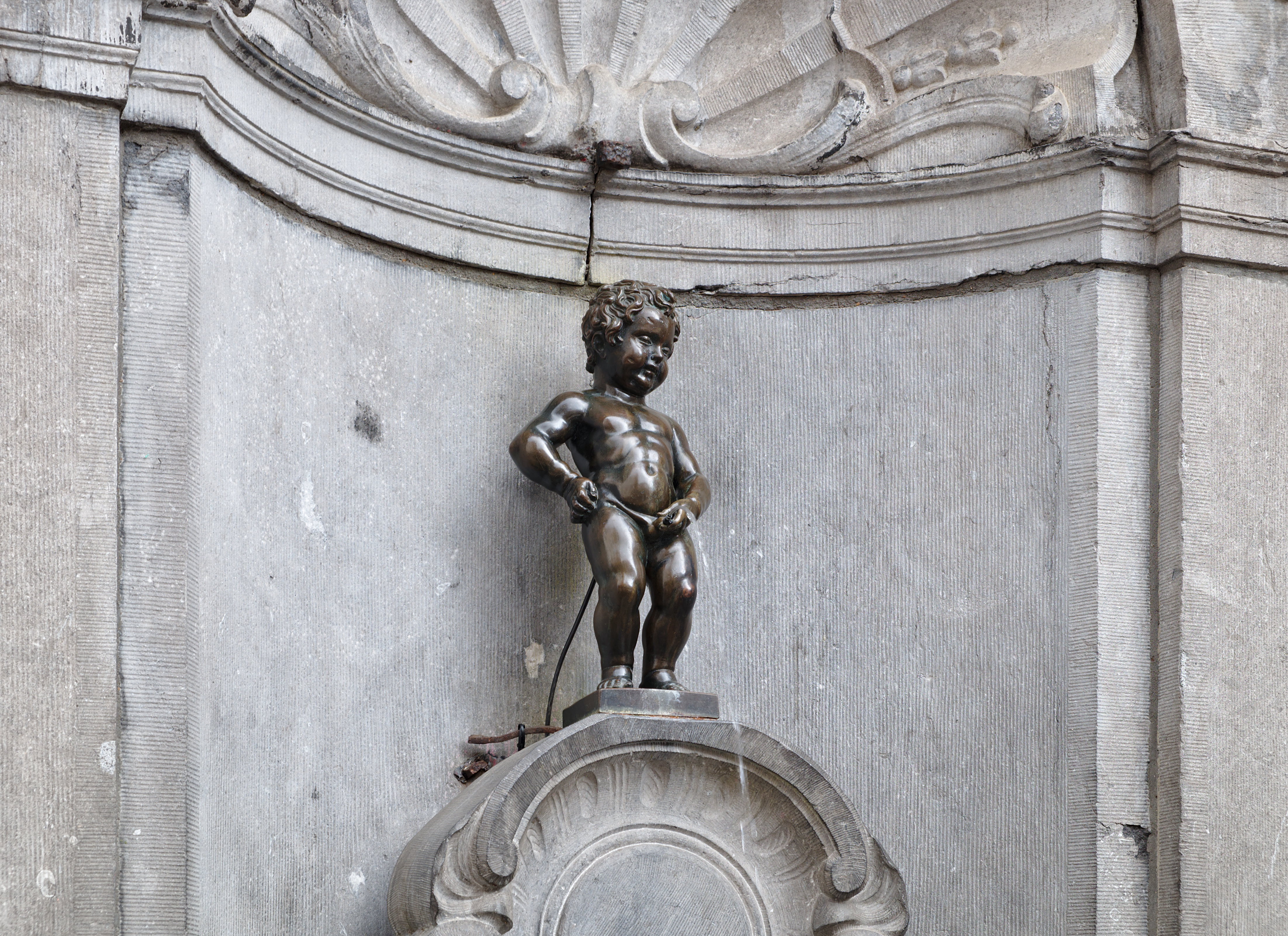
Čurající chlapeček

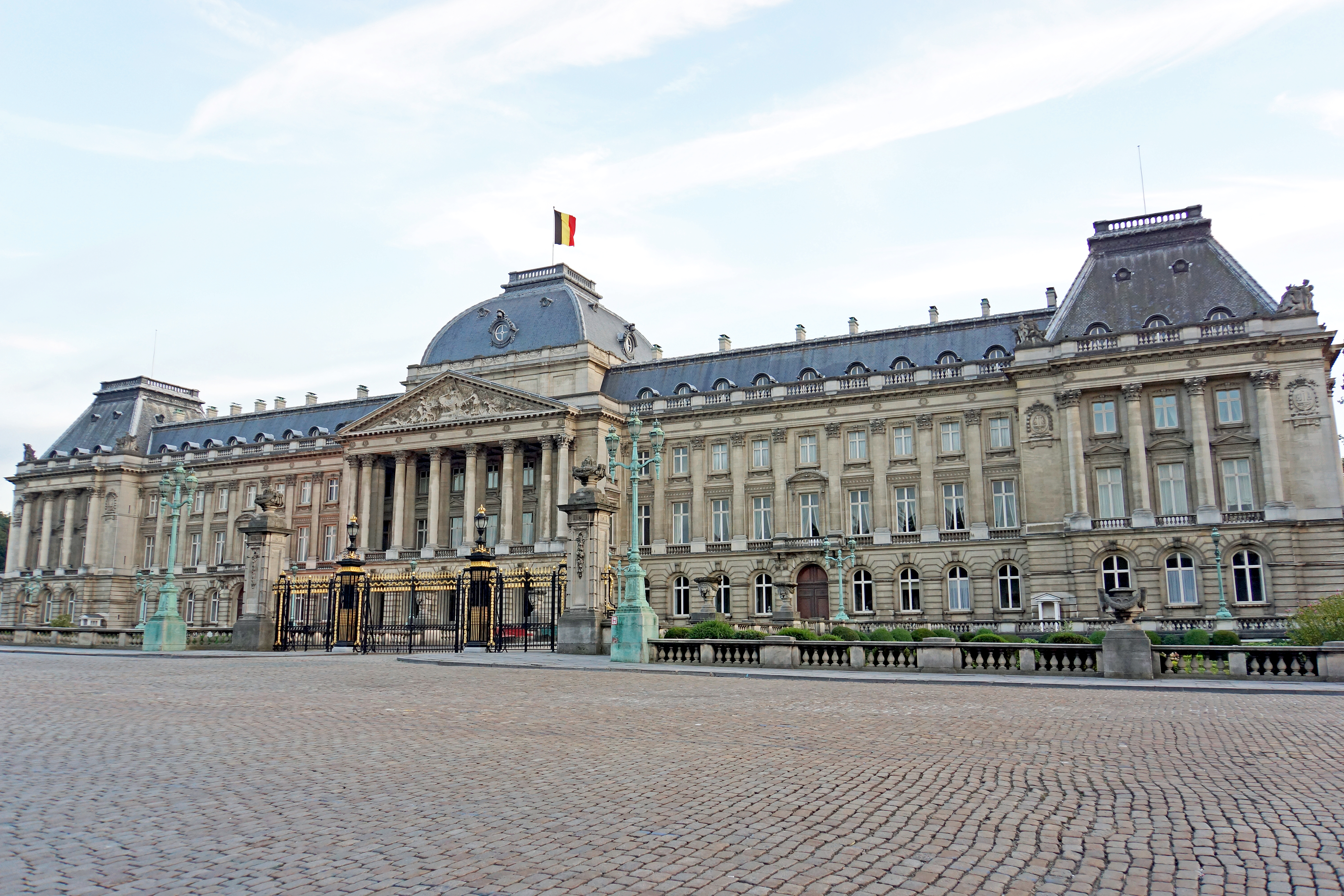
Královský palác v Bruselu

Victor Horta byl jedním z nejdůležitějších představitelů secese v architektuře, čtyři jeho bruselské městské domy z konce 19. století byly zapsány na seznam světového dědictví UNESCO. Na seznam Světového dědictví UNESCO byla zapsána i románsko-gotická Katedrála Notre Dame v Tournai, celé náměstí Grande-Place v Bruselu s proslulými cechovními domy a monumentální Bruselskou radnicí. Secesní je i další památka UNESCO Palác Stoclet v obci Woluwe-Saint-Pierre, z dílny českého rodáka Josefa Hoffmanna, s vnitřní výzdobou Gustava Klimta. V Belgii se nachází i jedna ze sedmnácti Le Corbusierových staveb zapsaných na seznam Světového dědictví, a to Vila Guiette v Antverpách. Na seznam bylo zapsáno i celé historické centrum Brugg.
Krom těchto památek patří k turisty nejvyhledávanějším proslulé Atomium v Bruselu postavené u příležitosti mezinárodní výstavy Expo 58. Stavba je vlastně modelem krystalové mřížky železa zvětšená v poměru 155 miliard k jedné. Žádný z turistů většinou nemine ani fontánku Čurající chlapeček, vyhledávané jsou i vrcholně gotické skvosty Katedrála svatého Michaela archanděla a svaté Guduly v Bruselu, Katedrála Panny Marie v Antverpách nebo Katedrála svatého Bavona v Gentu. Jednou z největších secesních staveb Evropy je Bazilika Sacré-Cœur v Bruselu.
Belgie má nejvíce středověkých hradů na metr čtvereční v Evropě (např. Gravensteen v Gentu). Oficiálním sídlem krále je Královský palác v Bruselu, ačkoli reálně král s rodinou žijí na zámku Laeken. Královský palác je vystavěn v historistním stylu, stejně jako monumentální Justiční palác v Bruselu. Brusel je také sídlem řady institucí Evropské unie, která zde nechala vystavět pro tyto instituce i řadu budov jako na např. palác Berlaymont, hlavní sídlo Evropské komise, a budova Justus Lipsius, kde zasedá Evropská rada.
V Antverpách byl roku 1928 postaven také první mrakodrap v Evropě – Torengebouw.

### Kuchyně

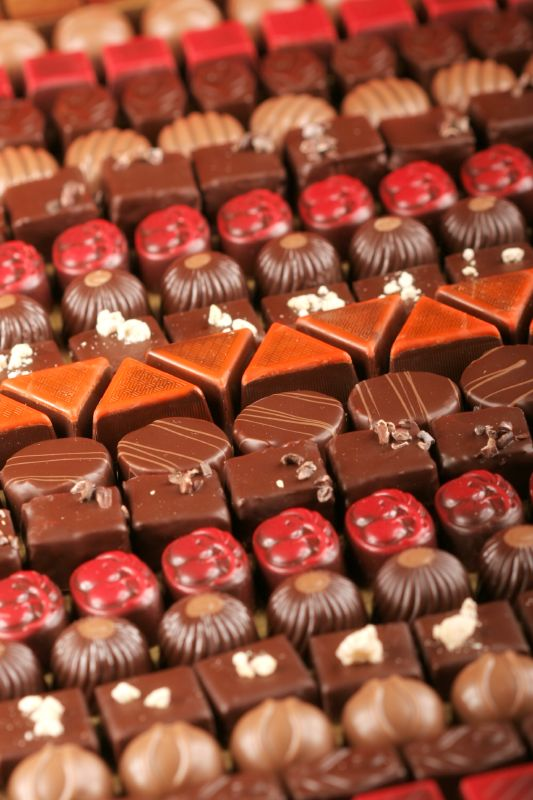
Belgické pralinky jsou vyhlášenou specialitou

Obrovskou tradici má výroba čokolády. První byla v Belgii vyrobena již roku 1635. Dnes se jí vyrobí okolo 170 000 tun ročně. Belgie každý rok vyváží čokoládu v hodnotě 2,8 miliard eur. V letech 2000–2018 se čokoládový export zdvojnásobil, z 300 000 tun na 600 000 tun. K nejznámějším značkám belgické čokolády patří Leonidas, Godiva, Côte d'Or či Neuhaus, ale typickými jsou i malovýrobci čokolády, jichž je v Belgii přes 400. Neoblíbenější formou čokoládového výrobku v Belgii však není čokoláda tabulková jako třeba v ČR, ale pralinka – belgické pralinky jsou celosvětově známým pojmem.

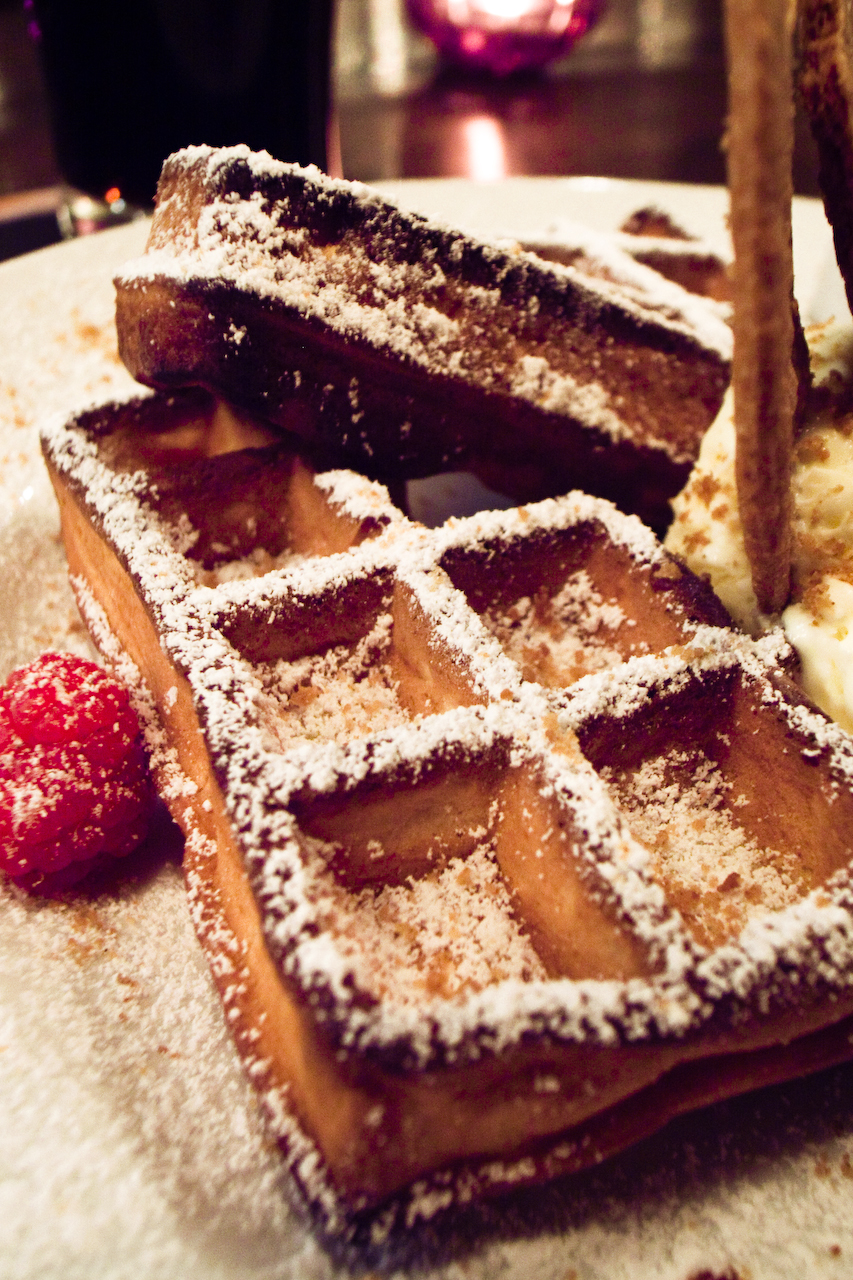
Vafle, belgický kulinářský vynález

Podobnou tradici mají vafle, belgický vynález a národní jídlo. V Belgii se prodávají v mnoha formách, často jako rychlé občerstvení na ulicích. Existují dva hlavní druhy belgických vaflí, bruselské a lutyšské. Bruselské jsou pravidelného obdélníkového tvaru, lehké, nadýchané, křupavé, s velkými kapsami. Lutyšské (gaufres liégeoise) jsou zaoblené, menší, obsahují vepřové sádlo a jsou o dost sladší než bruselské. Na jejich kvalitu dohlíží Bratrstvo lutyšských vaflí.
Za národní jídlo jsou rovněž považovány hranolky. Pravé belgické hranolky jsou dvakrát osmažené, a to nikoli v oleji, ale zásadně v sádle. Jsou silně osolené a jsou často podávány jako samostatné jídlo (s mnoha verzemi omáček), nikoli jako příloha, nejčastěji v pouličních stáncích, jichž je v Belgii přes 5000. Belgičan sní průměrně 75 kilogramů hranolků ročně (to je o třetinu víc než v USA, kde jsou hranolky jinak také velmi populární). Hranolky se jedly v Belgii zřejmě již v 16. století, ale první pouliční stánek byl otevřen roku 1838. Belgičané jsou citliví na teorii o tom, že hranolky mají francouzský původ a uvádějí řadu důkazů o jejich původu belgickém. Spor o dvojí smažení hranolek v roce 2017 vedl ke střetu s Evropskou komisí.

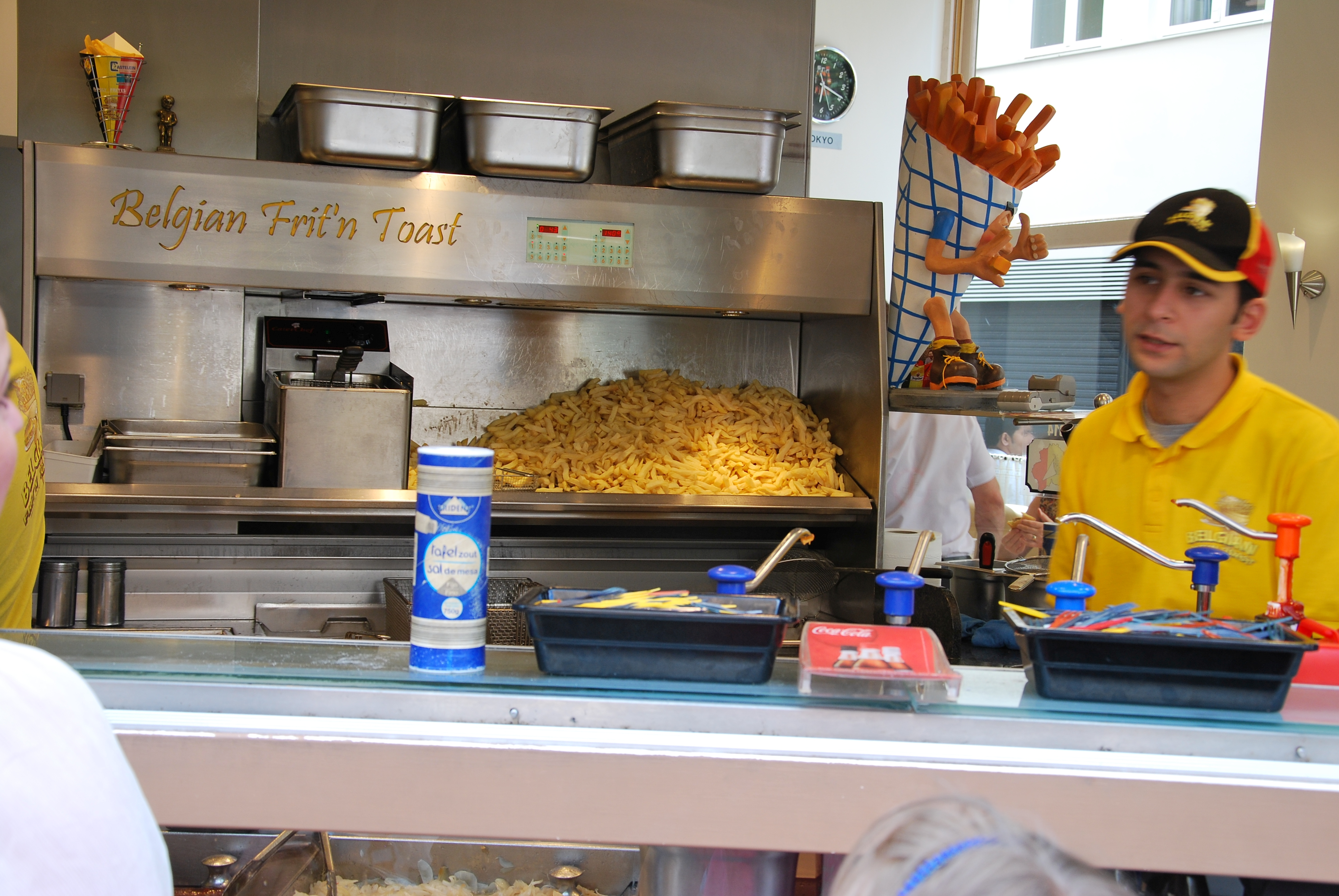
Stánek s belgickými hranolkami

K hranolkům se obvykle nabízí tradiční belgická majonéza. Její složení je dokonce od roku 1955 upraveno zákonem: minimální podíl tuku musí být 80 procent a vaječného žloutku 7,5 procenta. Proti tomuto diktátu se však dnes bouří někteří výrobci, kteří argumentují, že trh si žádá již méně tučné výrobky.
Ke specialitám belgické kuchyně patří též gratinované čekankové puky, vařené slávky či tomatte-crevette – chuťovka z garnátů s majonézou vložených do vydlabaného rajčete.
Velkou tradici má rovněž výroba piva, která se dostala i na seznam kulturního světového dědictví UNESCO. V Belgii existuje rekordních 1500 různých piv, proslulá jsou trapistická, tedy silně fermentovaná klášterní piva. Pivovarnický koncern Anheuser-Busch InBev je největším na světě.
Pivo je pro Belgičany něco jako víno pro Francouze a to co sladová whisky pro Skoty. Většina spotřebovaného vína se dováží z Francie, Německa a Lucemburska, ale obvykle naleznete v nabídce i jeden nebo dva druhy z Itálie, Spojených států, Chile a jiných zemí. Káva je dost silná a obvykle podávána s malou sušenkou nebo čokoládou. Čaj se většinou podává ve skle s plátkem citrónu a bez mléka. Výběr bylinkových čajů je bohatý.

### Věda

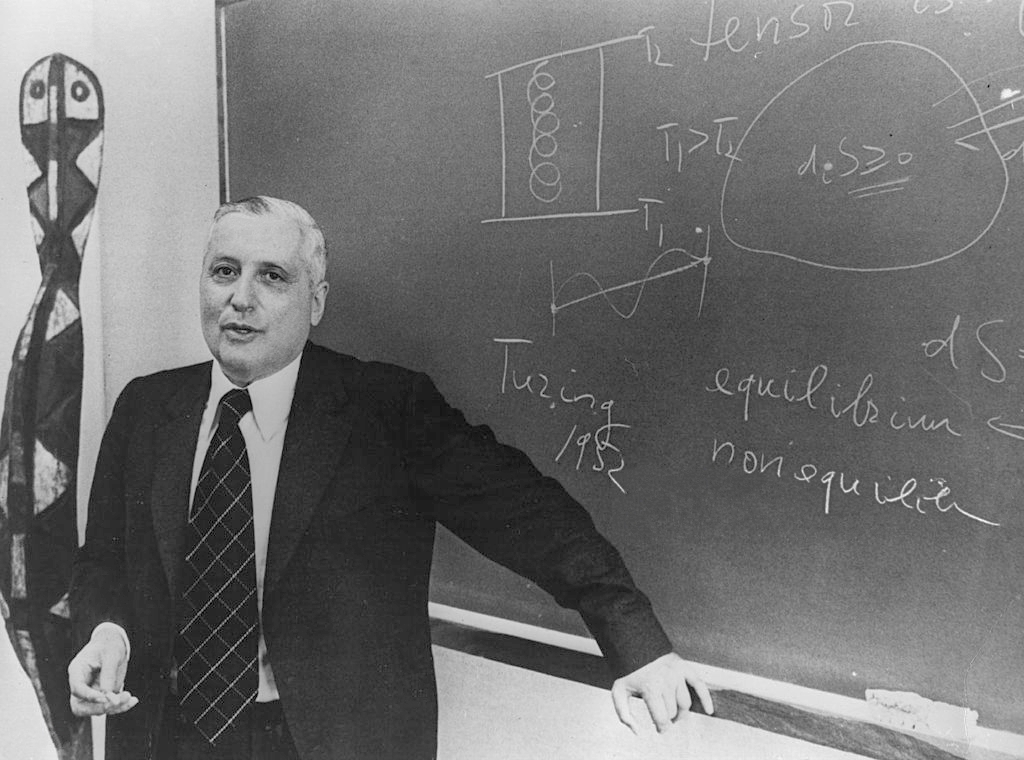
Ilja Prigogine, nositel Nobelovy ceny

Nositelem Nobelovy ceny za fyziku je François Englert, za chemii Ilja Prigogine, za fyziologii Christian de Duve, Corneille Heymans, Jules Bordet a Albert Claude. Georges Lemaître nastolil slavnou hypotézu o vzniku vesmíru Velkým třeskem. Andreas Vesalius posunul poznání v oblasti anatomie, chemik Jean-Baptiste van Helmont založil studium plynů, Abraham Ortelius byl tvůrcem prvního atlasu, kartografii ovlivnil i matematik Gerhard Mercator, jeho Mercatorovo zobrazení se užívá dodnes. Leo Baekeland vynalezl bakelit a fotografický papír, Étienne Lenoir první úspěšný stacionární plynový spalovací motor, Zénobe Gramme první prakticky využitelný motor na stejnosměrný proud. Solvayův proces objevil chemik Ernest Solvay. Fyzik Joseph Plateau jako první představil iluzi pohybujícího se obrazu. Vynálezcem saxofonu byl Adolphe Sax. Významnými matematiky byli Eugène Charles Catalan, Jean Bourgain, Pierre Deligne, Simon Stevin či Jacques Tits. Robert Cailliau pomáhal vynalézt systém WWW.

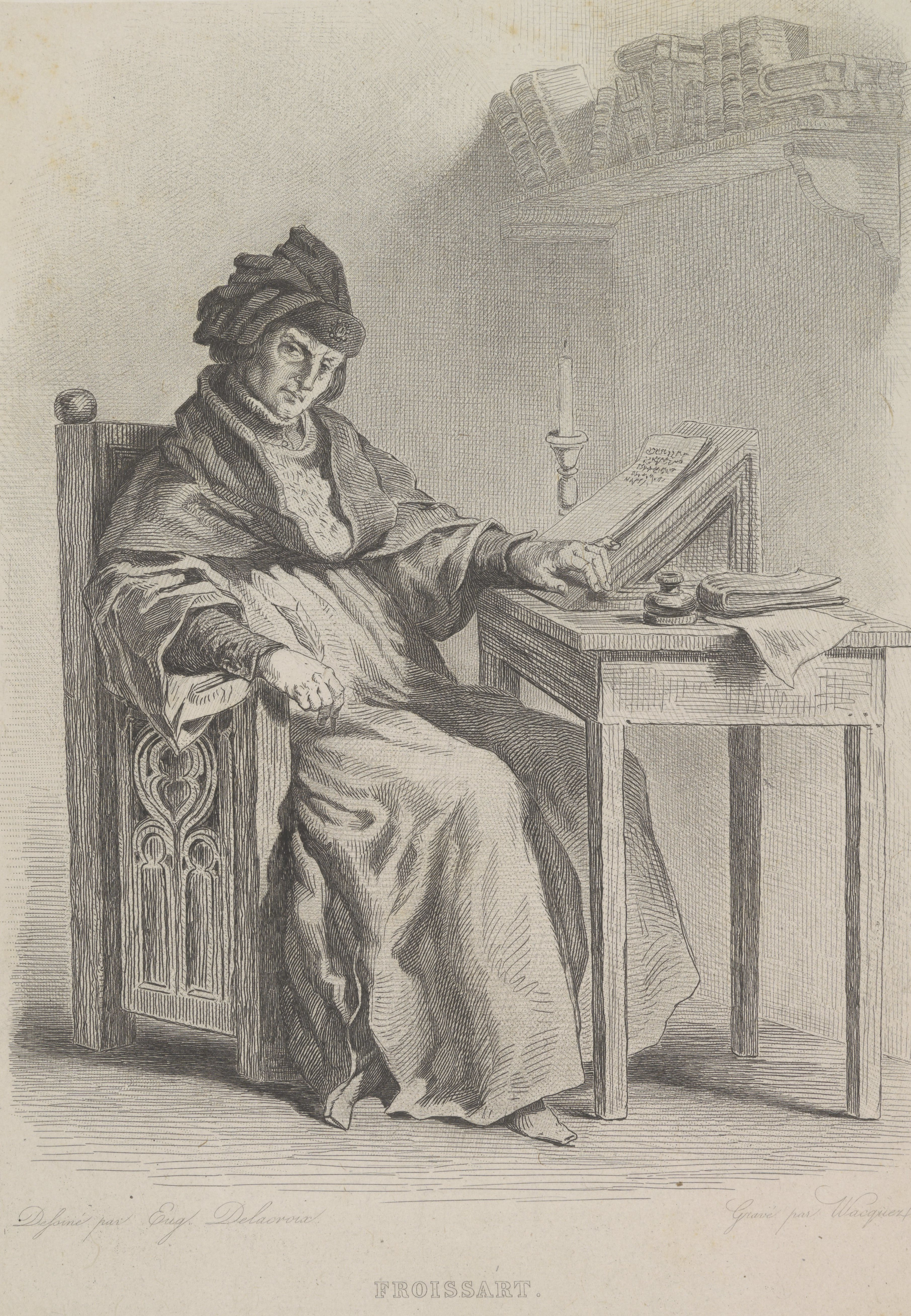
Jean Froissart

Kronika Jeana Froissarta patří k nejvýznamnějším historiografickým dílům středověku. Henri Pirenne byl významným historikem-medievalistou. Humanista Justus Lipsius se pokoušel vytvořit křesťanskou verzi stoicismu. Do humanistického okruhu patřil i nakladatel a tiskař Christophe Plantin. Descartovo dílo rozvíjel filozof Arnold Geulincx. Průkopníkem užití statistických metod v sociologii byl Adolphe Quetelet, jinak též astronom. Victor D'Hondt je tvůrcem metody rozdílení volebních mandátů. Jako literární teoretik proslul Paul de Man. Paul Otlet byl průkopníkem informační vědy. Marxistickým teoretikem byl Ernest Mandel, Chantal Mouffeová je politoložkou poststrukturalistické a postmarxistické orientace.
Základním stavebním kamenem nizozemské vědy jsou univerzity. V Šanghajském žebříčku, který tradičně hierarchizuje nejlepší vysoké školy na světě, má Belgie (k roku 2021) dvě univerzity v první stovce. Nejvyšší prestiž má Gentská univerzita, která je žebříčkem vyhodnocena jako 71. nejlepší na světě. Kdysi šlo o první vysokou školu v Belgii, která začala vyučovat vlámsky. Druhou nejkvalitnější školou v Nizozemsku má být Katholieke Universiteit Leuven (87. na světě), známá svým dramatickým rozdělením roku 1968.

### Sport

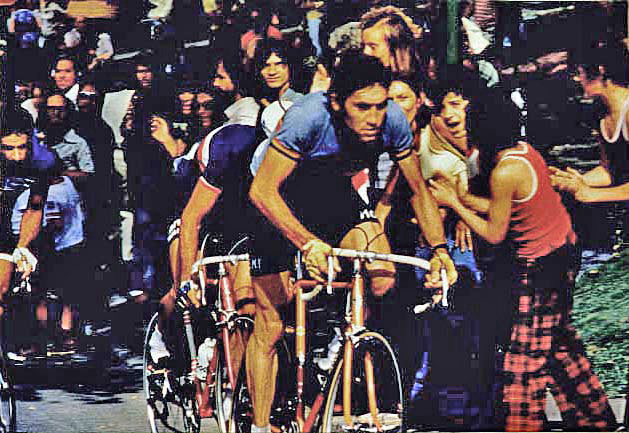
Eddy Merckx, pětinásobný vítěz Tour de France

Tenistky Kim Clijstersová a Justine Heninová byly světovými jedničkami. Eddy Merckx byl legendárním cyklistou, stejně jako jeho velký soupeř Freddy Maertens. Belgičtí cyklisté mají na kontě nejvíce vítězství na Tour de France, pomineme-li domácí Francouze. V Belgii se jezdí i známé cyklistické závody Kolem Flander a Lutych–Bastogne–Lutych.
Legendou motorového sportu, zejména závodu 24 hodin Le Mans, je Jacky Ickx. Šest zlatých olympijských medailí vybojoval lukostřelec Hubert Van Innis. K nejúspěšnějším atletům patří skokanka do výšky Tia Hellebautová, běžci na dlouhých tratích Gaston Reiff a Gaston Roelants či sedmibojařka Nafissatou Thiamová. K dalším úspěšným sportovcům pak plavec Frédérik Deburghgraeve, nebo judisté Robert Van de Walle a Ulla Werbroucková. Arthur van Doren byl dvakrát vyhlášen nejlepším pozemním hokejistou světa.

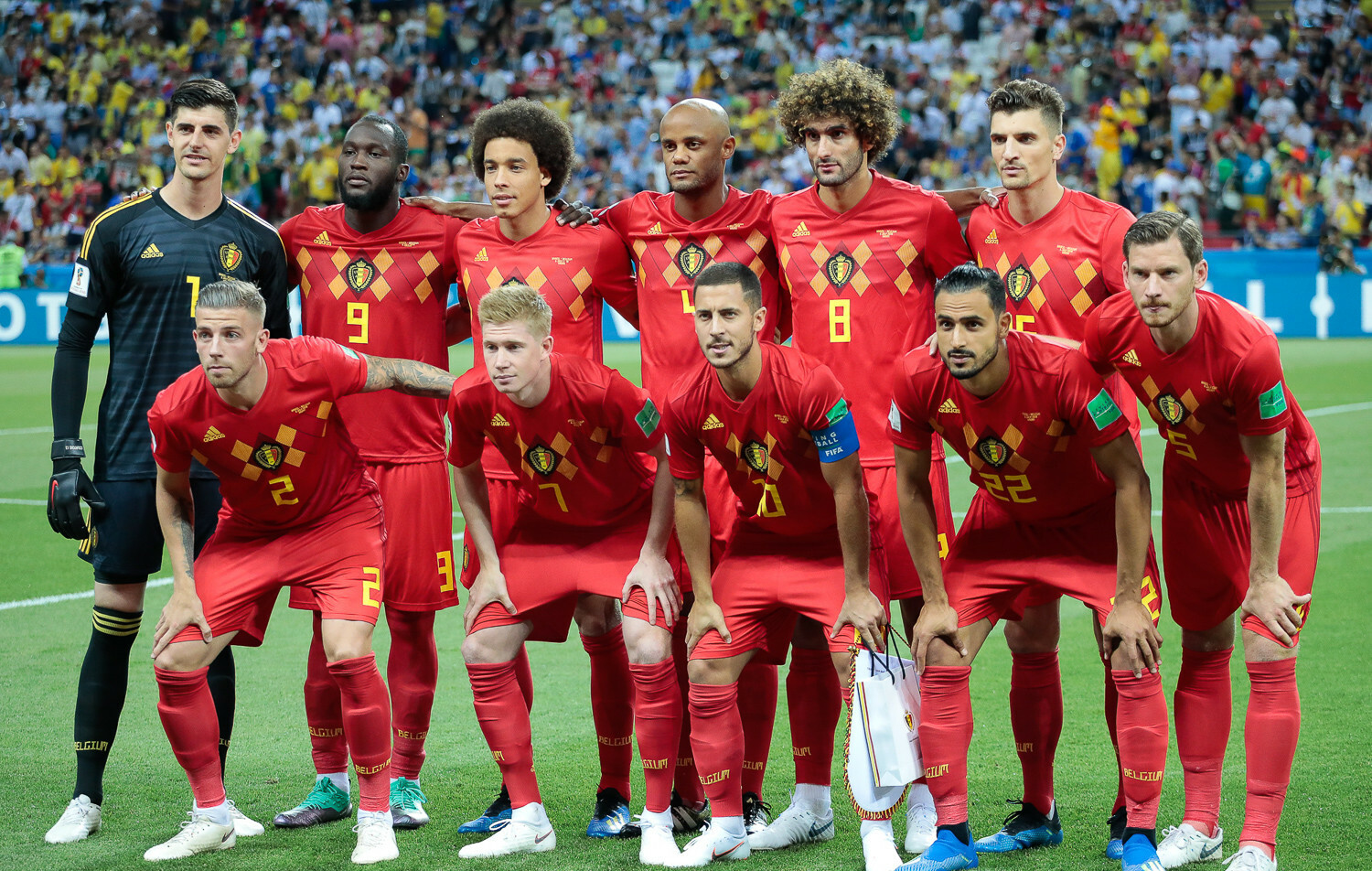
Belgická reprezentace na MS 2018, svém nejúspěšnějším (3. místo)

Belgická fotbalová reprezentace, přezdívaná „Rudí ďáblové“, dosáhla největšího úspěchu na mistrovství světa roku 2018, kde vybojovala bronzovou medaili. Jádrem tohoto mužstva byli Thibaut Courtois, Romelu Lukaku, Eden Hazard či Kevin De Bruyne. Z fotbalistů starších generací jsou známí především brankáři Jean-Marie Pfaff a Michel Preud'homm, záložníci Jan Ceulemans a Enzo Scifo či útočníci Paul Van Himst a Raymond Braine, který mezi světovými válkami oblékal dres pražské Sparty. Belgičané mají i zlato z olympijských her roku 1920, kde ho získali v proslulém skandálním finále, z něhož na protest odešlo mužstvo Československa. Nejúspěšnějším belgickým klubem je Andrelecht Brusel, který dvakrát vyhrál Pohár vítězů pohárů (1976, 1978) a Evropskou ligu (1983). Vítězem Poháru vítězů pohárů je i KV Mechelen (1988). V Lize mistrů (dříve Poháru mistrů evropských zemí) došly ovšem nejdále z belgických klubů Bruggy, které v sezóně 1977/78 podlehly až ve finále Liverpoolu. Belgie v roce 1972 pořádala mistrovství Evropy, roku 2000 ho spolupořádala s Nizozemskem.
Belgie pořádala letní olympijské hry roku 1920, v Antverpách. Na Circuit de Spa-Francorchamps, nedaleko města Spa, se každoročně koná závod Formule 1 Grand Prix Belgie. Van Dammeho memoriál, konaný na Stadionu krále Baudouina v Bruselu, patří k nejprestižnějším atletickým závodům a je součástí seriálu Diamantová liga.